# Biface

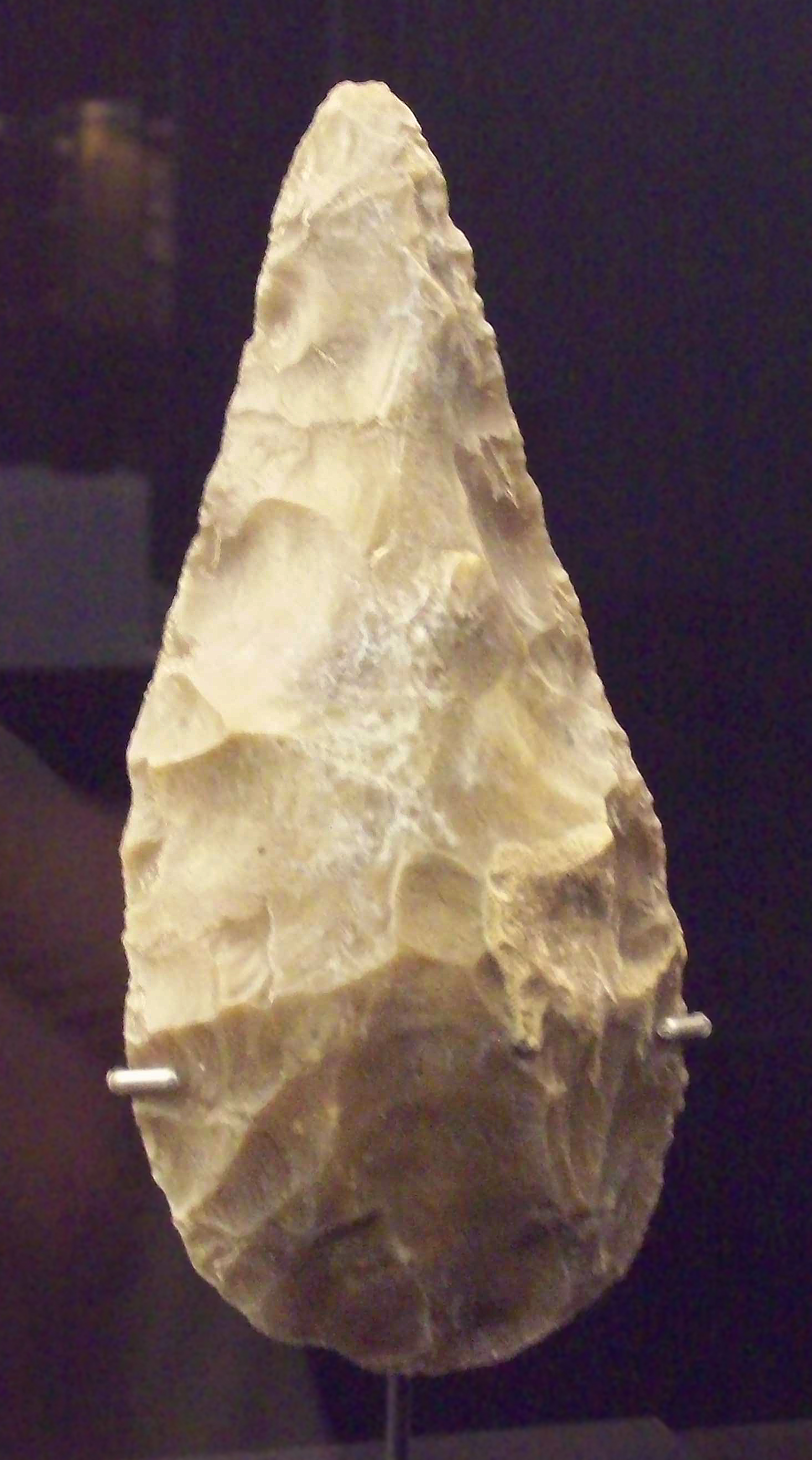
Biface acheulense de há anos, encontrado em Madrid (Espanha)

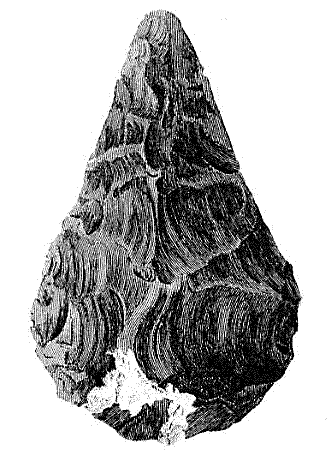
Primeiro biface publicado na história da Arqueologia, por John Frere (1800)

Um biface é um instrumento lítico pré-histórico que caracteriza, sobretudo, o período Acheulense, embora tenha uma cronologia muito mais longa, tendo-se também datado no Paleolítico Médio e ainda com posterioridade. O seu nome vem de que o modelo arquetípico seria uma peça de talhe, geralmente, bifacial. A morfologia é amendoada e tendente à simetria segundo um eixo longitudinal e segundo um plano de esmagamento. Os bifaces mais comuns têm a base arredondada e terminam em ponta.
Os bifaces foram as primeiras ferramentas pré-históricas reconhecidas como tais: em 1800 aparece a primeira representação de um biface, numa publicação inglesa de John Frere. Até então era-lhes atribuída uma origem natural e supersticiosa (eram chamadas de "pedras do raio"—ou ceráunias—, porque a tradição popular sustinha serem formadas no interior da terra ao cair um raio, e que depois saíam à superfície; de fato, ainda são usadas em certas regiões rurais como amuletos contra as tormentas).
A palavra biface foi utilizada pela primeira vez em 1920 pelo antiquário francês André Vayson de Pradenne, convivendo este termo com a expressão "machado de mão" ("coup de poing"), proposta por Gabriel de Mortillet muito tempo antes, podendo dizer-se que, somente devido à autoridade científica de François Bordes e Lionel Balout, impôs-se o vocábulo definitivo.
Porém, dado que estas primeiras definições do biface eram baseadas somente em "peças ideais" (ou "clássicas"), de talhe perfeito, durante anos houve uma noção encaixotada demais sobre este objeto. Com o tempo, a aprofundação no conhecimento deste tipo lítico distinguiu-se entre um biface propriamente dito e uma peça lítica bifacial; de fato, na atualidade, um biface nem sempre é uma peça bifacial, e há múltiplas peças bifaciais que não são em absoluto bifaces. Alguns autores preferem reservar o termo "biface" para as peças antigas, anteriores ao interestadial Würm II-III", embora certos objetos posteriores pudessem "excepcionalmente" ser denominados bifaces.
Também não deve ser identificado biface com machado; infelizmente o vocábulo machado foi, durante muito tempo, uma palavra "curinga" em tipologia lítica para uma grande diversidade de instrumentos líticos; sobretudo numa época na que se ignorava a verdadeira utilidade de muitos deles. No caso concreto do biface paleolítico, "machado" é um termo inadequado. Já foi indicado na década de 1960 que esses objetos não são "machados". Argumento corroborado por posteriores pesquisas, sobretudo sobre as marcas de uso.

## Politetismo
O modelo de biface mais característico e repetido apresenta, no seu extremo terminal, uma zona curva ou ogival, gumes deslizantes laterais e uma base quadrada. Contudo, a sua forma varia muito, havendo-os circulares, triangulares, elípticos, etc. O seu tamanho médio oscila entre 8 e 15 centímetros, embora os haja maiores e menores.

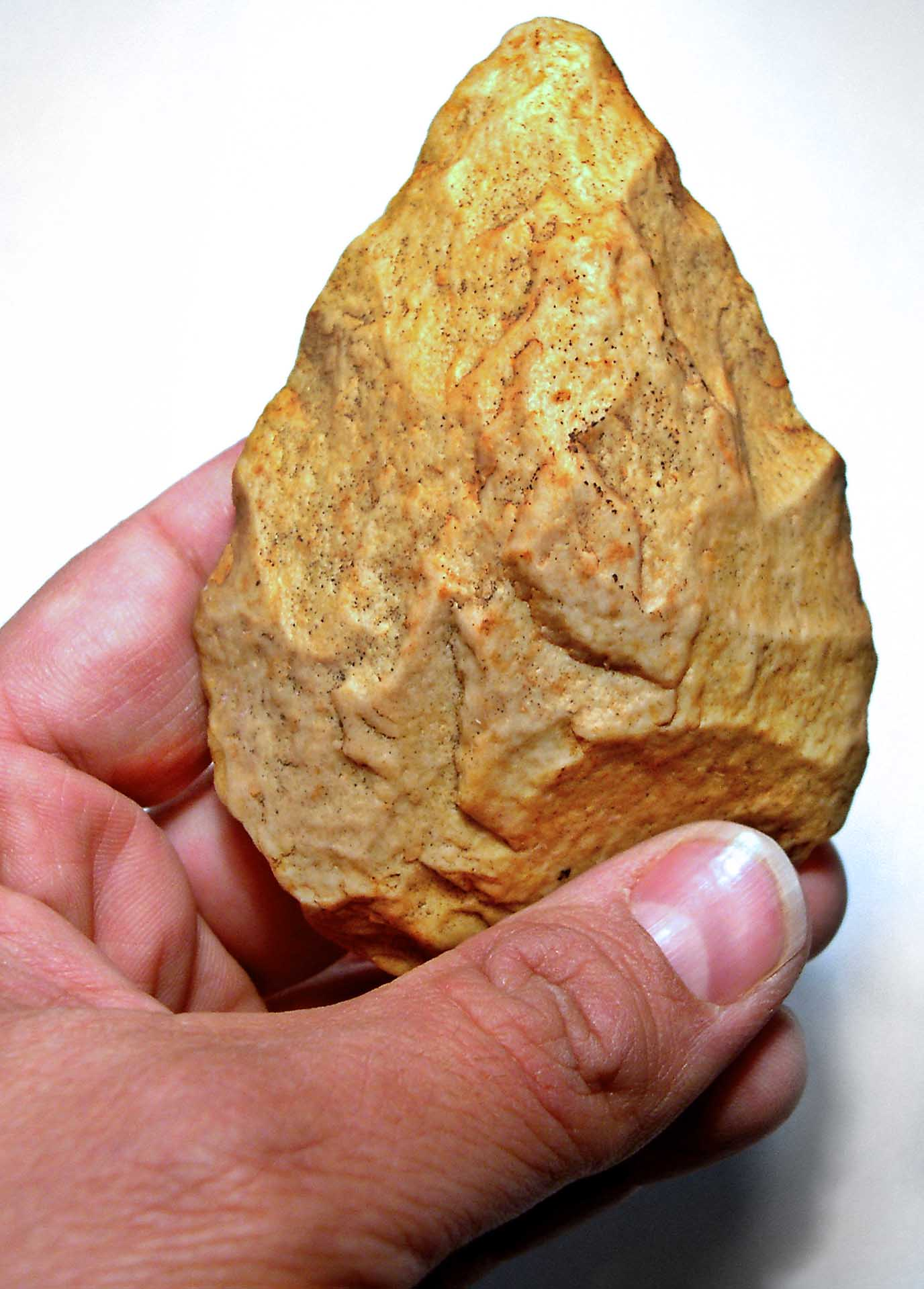
Biface acheulense típico

Tecnologicamente, caracterizam-se por serem fabricados sobre seixo, bloco ou lasca, por meio de um feitio bifacial, com negativos de lascamentos que, pelo comum, invadem a peça nas suas duas caras. Este talhe pode ser realizado com percutor duro (de pedra), mas pode ser completado, para obter resultados mais finos, com percutor mole (de chifre). Contudo, no aspecto tecnológico o biface também apresenta numerosas exceções: por exemplo, os chamados "monofaces" estão talhados por uma única cara e os "bifaces parciais" conservam uma grande porção do córtex natural do suporte, com o que às vezes é fácil confundi-los com seixos talhados; e os "bifaces de economia", ao terem sido talhados sobre suportes adequados (geralmente lascas), são elaborados com poucos retoques.

## Cronologia e geografia do biface
Quanto aos bifaces do Paleolítico Inferior e Médio, há bastante consenso a respeito da aparição do biface a partir do Olduvaiense africano. Os bifaces mais antigos conhecidos procedem da África, há cerca de um milhão novecentos mil anos (quando menos, no sítio de Konso-Guardula e Melka Kunturé, a sul da Etiópia): os primeiros são toscos, pelo qual é mais adequado classificá-los como "proto-bifaces". Os verdadeiros bifaces de contornos simétricos datam, nesses mesmos lugares, de aproximadamente um milhão duzentos mil anos.
Os níveis mais antigos de Dmanisi (Geórgia), designados com os números II, III e IV, depararam cerca de um milhar de objetos talhados, mas não incluem nenhum biface. Embora na Europa e na Ásia fossem conhecidos numerosos sítios preachelenses sem bifaces (alguns deles solidamente datados), até serem descobertos os fósseis de Dmanisi (além dos de Atapuerca, algo posteriores), a ideia defendida por certos estudiosos que consideravam que os seres humanos saíram da África com ferramentas relativamente evoluídas, que incluiriam os bifaces, não pôde ser questionada; desde então pôde falar-se com propriedade de um Paleolítico inferior arcaico (pré-acheulense) fora da África. Ou seja, que os primeiros humanos não africanos desconheciam os bifaces e as suas indústrias eram baseadas em lascas e seixos talhados de modo rudimentar. Há teorias propostas para explicarem por que na África os bifaces foram usados durante centos de milhares de anos, enquanto fora deste continente a tecnologia era muito mais primitiva:
| “ | Se foram embora da África foi porque passou algo que os fez marchar. Os humanos, se estarmos bem num lugar, normalmente ficamos. E o que os fez marchar, provavelmente, foi a competência com outros humanos. A partir do momento em que uns grupos adquiriram a tecnologia acheulense e começaram a explorar os recursos naturais mais eficientemente, os grupos que não a adquiriram viram-se obrigados a mudarem de residência para subsistir. E deveram de tê-lo feito há pouco mais de um milhão e meio de anos, que é a data em que apareceu o Acheulense | ” |

É constatado que, na Europa, e concretamente na França e na Inglaterra, os bifaces mais antigos não aparecem até o interglaciar Günz—Mindel, aproximadamente, há 750 000 anos, no chamado "complexo Cromerense", embora a sua generalização acontecesse no chamado Abbevillense, considerado em princípio uma cultura independente —antecessora do Acheulense— e que atualmente é incluído neste, como uma fácies arcaica, dentro do Acheulense Antigo, ou como um modo de designar determinados bifaces toscamente trabalhados.

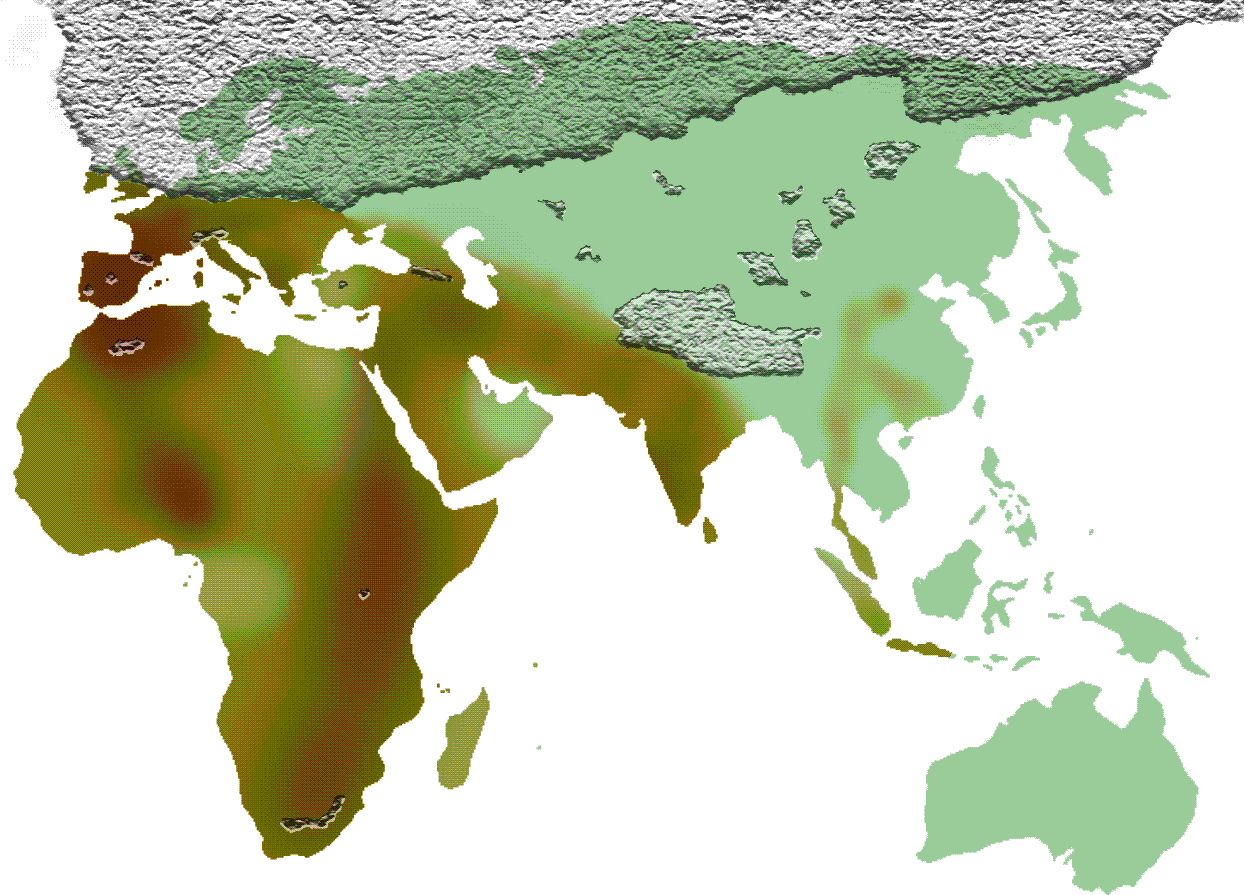
Mapa aproximado da repartição das culturas com bifaces durante o Pleistoceno Médio (Acheulense)

O apogeu dos bifaces ocorre numa extensíssima área do Velho Mundo, especialmente durante a glaciação Riss, num complexo cultural de caráter quase "cosmopolita" conhecido como Acheulense. Numa zona mais reduzida, sobreviveu durante o Paleolítico Médio, sendo especialmente importante na fácies chamada Musteriense de tradição Acheulense, até meados da glaciação Würm.
(Na Europa)
Pequenos bifaces foram encontrados do Acheulense superior ao Aurignaciano— Pierre-Jean Texier
No que se refere ao continente asiático durante o Paleolítico Inferior, os bifaces aparecem no Subcontinente Indiano e no Oriente Médio (a sul do paralelo 40° N), mas estão ausentes a leste do meridiano 90° E; assim, o arqueólogo Hallam L. Movius estabeleceu uma fronteira entre as culturas com bifaces, para oeste, e as que mantêm a tradição lítica baseada nos seixos talhados e as lascas retocadas, como a indústria de Zhoukoudian, a cultura Fen e a cultura de Ordos na China, ou os seus equivalentes da Indochina. Excepcionalmente o Padjitanense de Java é o único que apresenta bifaces numa situação tão oriental.
Desde os primeiros experimentos de talhe, a relativa facilidade com a que é possível fabricar um biface pôde ser comprovada: isto poderia ser, em parte a chave do seu sucesso. Por outro lado, não é um instrumento exigente a respeito do tipo de suporte, nem de rocha, contanto que a fratura seja conchoide. Admite a improvisação e as correições, sem necessidade de planejar excessivamente e, sobretudo, não precissa uma aprendizagem longa. Tudo isto fez com que os objetos de talhe bifacial fossem extremamente persistentes ao longo de toda a Pré-História. A isto é acrescentada a sua falta de especialização funcional, sendo potencialmente eficazes numa enorme variedade de tarefas, das mais pesadas como cavar a terra, talar uma árvore ou romper um osso, às mais delicadas, como cortar a conjuntura de uma articulação, fatiar a carne ou perfurar materiais.
Finalmente, o biface constitui uma forma prototípica que, sendo refinado, ocasiona tipos mais evoluídos, especializados e sofisticados, como pontas de projetil, facas, enxadas, machados, etc.

## Análise
Dadas as dificuldades tipológicas para determinar os limites do que é um biface, é importante levar em conta o contexto arqueológico do que procede (situação geográfica, estratigrafia, outros elementos associados do mesmo nível, cronologia...). Igualmente, ao ser uma peça de origens tão antigas, é preciso estudar o seu estado físico (estabelecendo as alterações naturais: pátina, lustre, rodamento, alterações mecânicas —quebras—, térmicas ou físico–químicas que sofreu, para poder distingui-las das cicatrizes deixadas pela mão humana).
A matéria prima é um fator significativo no estudo dos bifaces, para compreender a economia de abastecimento dos humanos pré-históricos e os seus movimentos através do seu entorno. Na Garganta de Olduvai (Tanzânia), os lugares mais próximos para se fornecer de matéria prima distam cerca de dez quilômetros dos assentamentos; por outro lado, nos terraços fluviais de Europa ocidental, o sílex ou a quartzito são acessíveis por todas partes; isto implica diferentes táticas de aprovisionamento e aproveitamento dos recursos disponíveis. Por outro lado, a melhor ou pior resposta ao talhe da matéria prima é um fator subsidiário, pois os artesãos paleolíticos eram capazes de adaptar a sua estratégia de trabalho ao que tivessem perto, obtendo resultados aproximadamente desejados, até mesmo com as rochas mais  "rebeldes", tal e qual comprovaram numerosos especialistas; Hayden, Carol  alter" , Jeske, etc. : em Torrence, 1989).
Para cobrir o estudo da utilização, é indicado procurar marcas de uso visíveis macroscópicas, como pseudo-retoques, roturas e flexões de utilização, até mesmo lustre. Se a peça estiver em bom estado, poderia ser arranjada para um estudo traceológico microscópico. À parte destas geralidades, comuns a toda peça arqueológica talhada, os bifaces precisam uma análise técnica do seu feitio e uma análise morfológica.

### Análise técnica
A análise técnica visa elucidar cada uma das fases da cadeia operatória de um biface, a qual é muito flexível, e pode carregar a maior parte do trabalho em quaisquer dos seus elos ou repartí-lo equilibradamente. Este tipo de exame começa pelas estratégias de aprovisionamento da matéria prima, a manufatura, a utilização, o reavivamento ou transformação do utensílio ao longo da sua vida útil e, por fim, o seu abandono.
É possível esmerar-se na procura de uma  "matéria prima" de maior qualidade, ou num  "suporte"  mais apto (assim, é investido mais em obter um bom fundamento, mas poupado depois o trabalho do talhe); igualmente, o artesão pode focar o trabalho no feitio, de modo que não importa se parte de uma base apropriada, minimizando riscos à custa de um esforço maior no final da cadeia operatória.

#### Suporte e córtex

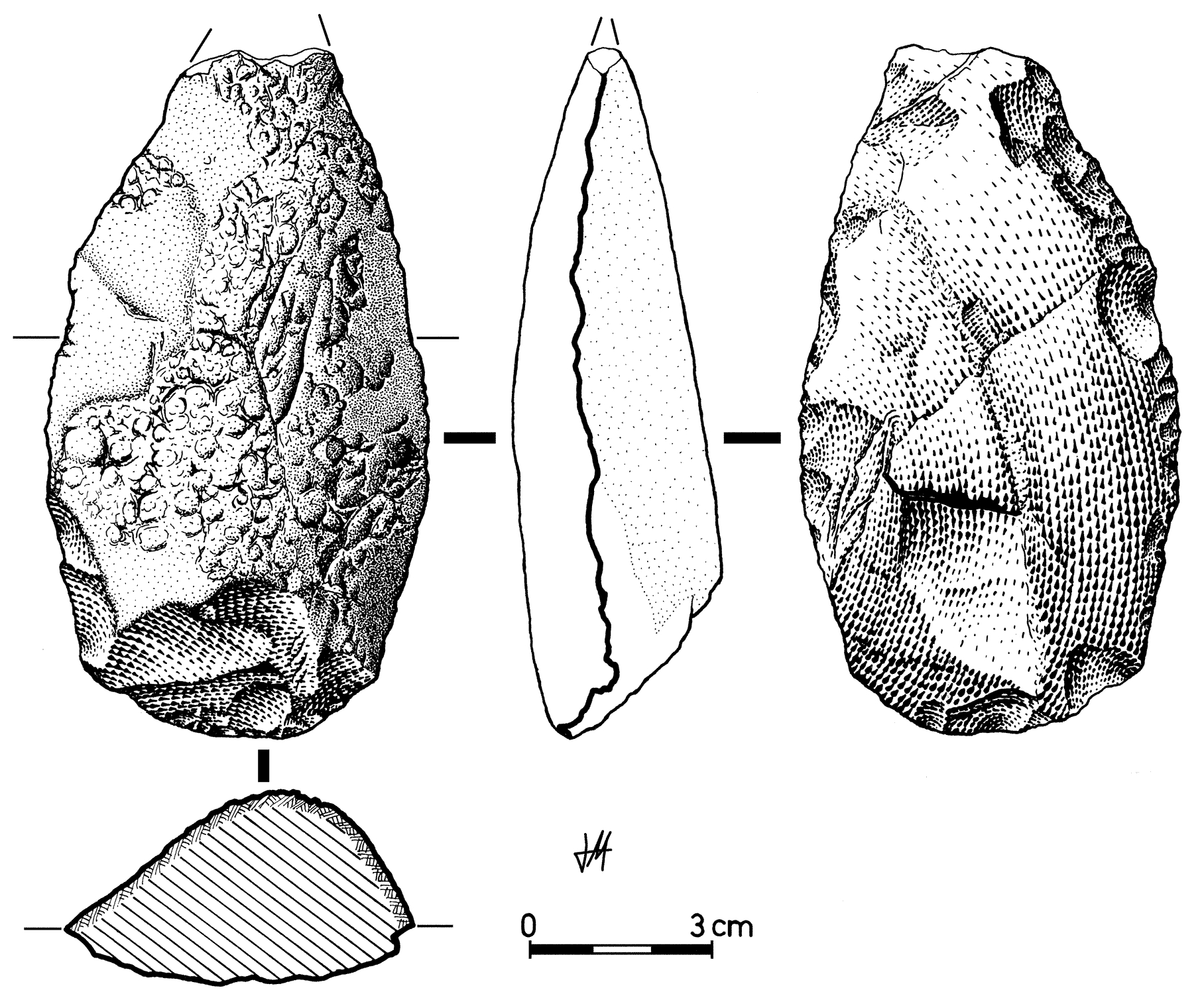
Biface acheulense de economia sobre uma grande lasca de quartzito (direção de percussão : lateral)

O mais habitual é que os bifaces sejam fabricados sobre seixos rolados ou nódulos, mas muitos também tiveram como suporte uma grande lasca. Os bifaces sobre lasca aparecem desde o princípio do Acheulense e vão-se generalizando com o tempo. Nesse caso, o feitio é mais simples, mais superficial, não se tem de modificar tanto o suporte, pois as lascas, com frequência, têm uma forma adequada, permitem um maior rendimento e poucos lascamentos permitem ter a ferramenta acabada, até mesmo é mais fácil obter arestas retilíneas. Ao analisar um biface sobre lasca se tem de considerar a possibilidade de esta ter sido predeterminada (Levallois ou similar); contudo, é preciso indicar as características que tem: tipo de lasca, talão, direção de percussão.
Córtex: é chamado de  "córtex" ou, simplesmente,  "zona cortical", a superfície natural do suporte lítico (seixo, pequeno bloco, nódulo, grande lasca ou laje de pedra), que, devido à erosão e às alterações físico-químicas, ou seja, a meteorização, fazem que este "córtex" exterior do seixo tenha cor e textura diferente do miolo. Também recebe o nome de  "reserva".
No caso do chert, o quartzo ou o quartzito, a alteração é basicamente mecânica e, à parte da cor e do rolamento, mantém as mesmas características (dureza, tenacidade...). Contudo, o sílex está rodeado de um córtex calcário, mole e sem proveito para o talhe lítico. No caso dos bifaces, ao serem  "utensílios nucleares" , convém indicar a quantidade e localização do  "córtex"  para compreender melhor o tipo de trabalho realizado. O córtex da peça não deve ser tomado como critério evolutivo ou cronológico.
Pátina: é geralmente chamada de  "pátina" a alteração superficial posterior ao trabalho humano na peça, que pode indicar o meio no qual o objeto foi abandonado, e inclusive as reutilizações que este pôde ter.
Muitos bifaces parcialmente talhados não são necessariamente arcaicos, simplesmente não precisavam mais trabalho, são  "bifaces de economia". Pelo contrário, quando um suporte é pouco adequado, precisa um feitio mais prolongado. Há bifaces cujo suporte é irreconhecível devido ao profundo talhe que sofreu a peça, que elimina qualquer vestígio original do mesmo.
Os seguintes apartados podem ser diferenciados neste campo:
|  |  |

- Monofaces: (às vezes, também chamados  "unifaces ") talhados apenas por uma das suas caras e o córtex ocupa totalmente a oposta. O talhe monofacial não impede classificar este tipo de peças como bifaces; por outro lado, este não é nenhum rasgo de arcaísmo, pelo qual a presença de monofaces não é um indicador cronológico.
- Bifaces parciais: o córtex afeta à base e à parte central. A zona em bruto, não cortante, atinge até 2/3 partes do comprimento da peça.
- Bifaces de base reservada: Apenas têm a base reservada, que não é cortante, mas o córtex não supera um terço do comprimento máximo. Em alguns casos, um córtex lateral pode ser acrescentada ao córtex basal, afetando a uma das arestas, que seria roma: é o denominado  "dorso natural". No século XIX, Gabriel de Mortillet pôs a ênfase na presença de dorsos corticais ou basais que deixam uma zona não cortante no perímetro da peça: "Até mesmo algumas das peças melhor trabalhadas, uma pequena área deixada sem talhe é apreciada habitualmente, umas vezes na base, e com frequência num lateral. Poderia ser acreditado como descuido ou defeito. Mas o mais frequente é pensar que se trata de algo intencional. Há um bom número de bifaces com a base em bruto, sem talhar ou parcialmente desbastada... são peças nas quais foi deixada intencionalmente uma zona de agarramento, denominada "talão".[22] (esta ideia não é rejeitada, mas não pôde ser provada nem generalizada).

|  |  |

- Bifaces com córtex residual na aresta: São bifaces com todo o perímetro cortante, exceto algum pequeno dorso parcial ou zona cortical (deixando um pequena zona sem fio). Esse pequeno dorso pode ser basal, lateral ou oblíquo. Em qualquer caso, este dorso deve ser pequeno, deixando a cada lado arestas cortantes.
- Bifaces com todo o perímetro cortante: Neste caso todo o perímetro do biface está talhado e possui um fio cortante, o que não impede que fiquem zonas residuais de casca em alguma das caras, sem estas afetarem à efetividade das arestas.

#### A elaboração
A elaboração é a própria manufatura. O mais normal é que esta seja a fase mais importante na fabricação de um biface, embora nem sempre ocorra assim, como no caso dos bifaces sobre lasca ou sobre um seixo adequado. Para estudar a elaboração de um biface, é preciso identificar o tipo de percutores que intervieram nela. Se há vários tipos de percutor, é imprescindível indicar a ordem e o resultado de cada um. Evidentemente, haverá casos que não seja possível apreciar o tipo de percutor, mas as opções mais habituais são:

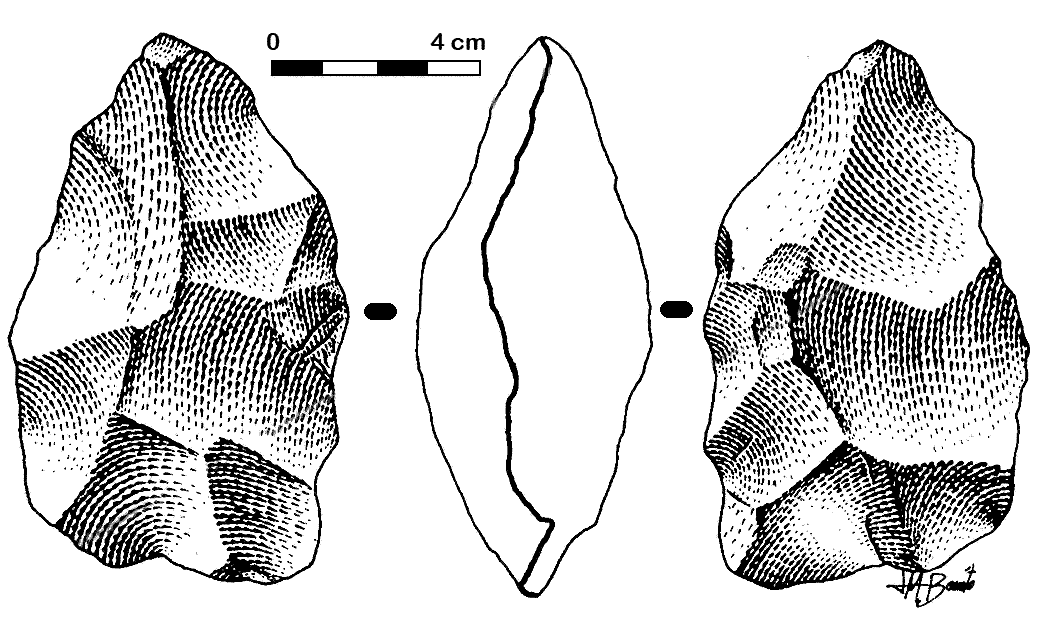
Biface talhado com percutor duro, sem retificação

- Os bifaces talhados exclusivamente com percutor duro[23] sem posterior retificação de arestas. A utilização de um percutor de pedra é o mais habitual na elaboração de um biface acheulense; o resultado é, a maioria das vezes, muito característico pois proporciona peças grossas e com beiras irregulares, devido a que os negativos dos lascamentos têm um contra-concoide muito pronunciado. Os lascamentos são escassos, largos e curtos (muito profundos), que tiram, no talão, grandes pedaços de aresta: a concavidade tão acentuada dos lascamentos provoca arestas sinuosas. A seção é irregular, com frequência sub-losângica; a intersecção entre as duas caras da peça gera um ângulo aberto, por volta de 60° a 90°. Dado que, nestes bifaces, as irregularidades do talhe não são retificadas, o seu aspecto é similar ao dos núcleos, de fato, as lascas obtidas eram aproveitadas na sequência produtiva. É comum que este tipo de feitio proporcione "bifaces parciais" (ou seja, com o talhe incompleto, deixando amplas zonas da superfície original do suporte), "monofaces" (bifaces talhados por uma única cara), "bifaces em estilo Abbevillense" e "bifaces nucleiformes". Geralmente, este tipo de feitio pode ser um sintoma de arcaísmo se o conjunto lítico for acompanhado por dados arqueológicos contextuais que permitam datar a indústria.

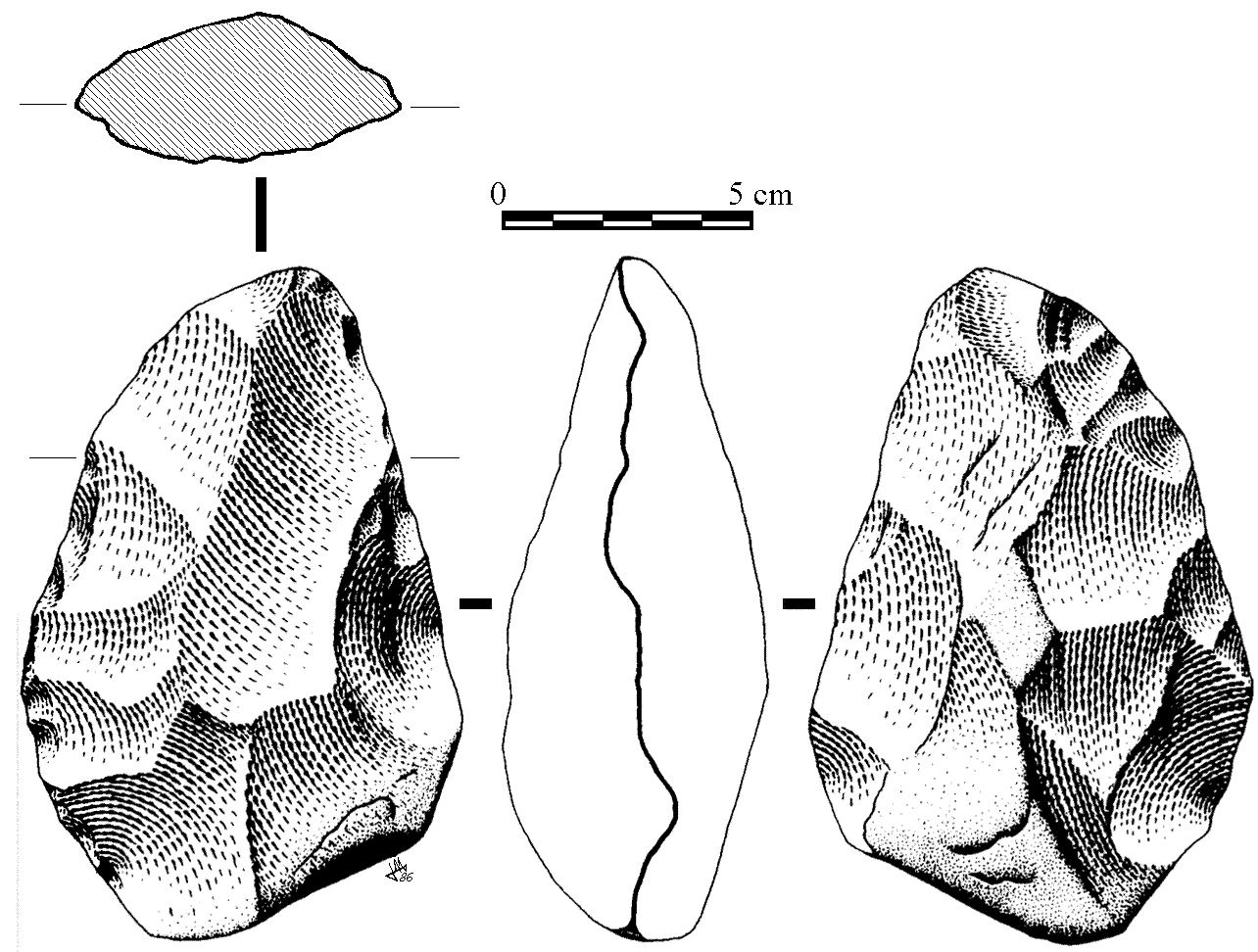
Biface talhado com percutor duro, com as arestas retificadas também com percutor duro

- Os bifaces talhados com percutor duro e arestas retificadas também com percutor duro têm um aspecto mais equilibrado, pois a retificação consiste numa segunda (ou terceira) série de lascamentos, também com percutor duro, que regulariza as imperfeições e proporciona maior acabamento. A retificação é, com frequência, chamada também de "retalhe"[24] e, umas vezes é realizado por meio de lascamentos invasores e, outras vezes, são golpes menores, marginais, aplicados apenas nas sinuosidades mais marcadas, e, com frequência, refletidos, deixando marcas escadeadas. A retificação de arestas com percutor duro dá-se desde o princípio do Acheulense, e persiste até mesmo o Musteriense, pelo qual também não pode ser tomado como indicador cronológico (para poder considerá-lo como uma sinal evolutiva, deve ir acompanhado de outros dados arqueológicos complementares e independentes). Em qualquer caso, os bifaces resultantes costumam ter uma silhueta menos pesada, mais "clássica", de "forma amendoada" ou "oval", tendente à simetria e com menor proporção de casca (ou seja, da superfície original do suporte). Assim como ocorre nos casos que se citam a seguir, o retalhe nem sempre tem como objetivo atenuar a sinuosidade das arestas e eliminar irregularidades; de fato, é possível comprovar que em certos casos o retalhe tem como finalidade reavivar um gume boto pelo uso ou uma ponta deteriorada.[25]

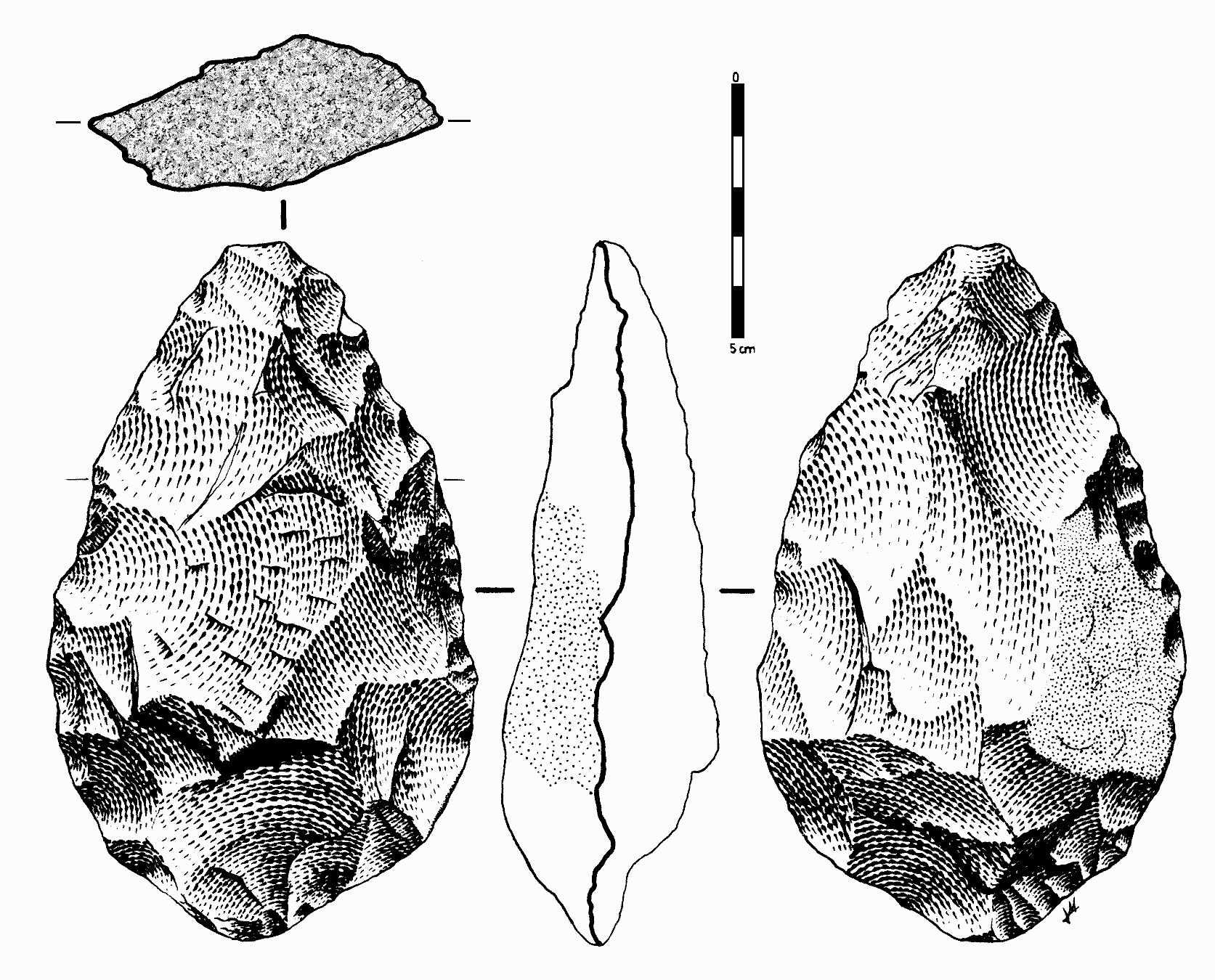
Biface provavelmente desbastado com percutor duro e retificado posteriormente com percutor macio

- Os bifaces desbastados com percutor duro, até conseguir uma preforma e terminados com percutor macio : são aqueles nos quais é plausível diferenciar lascamentos largos e curtos, com profundos contra-concoides (vestígios da primeira fase da elaboração, o desbaste), e depois foram afinados com percutor macio (de chifre ou de madeira dura), deixando cicatrizes mais suaves, com um contra-concoide quase invisível, com marcas menos profundas, mas mais dilatadas, invasoras e, às vezes, com pequenas e abundantes ondas de fratura. Resulta complicado distinguir os lascamentos realizados com um e com outro percutor, pois o percutor duro, se for pequeno e aplicado adequadamente, pode deparar marcas muito similares. Os bifaces assim obtidos costumam ser equilibrados, simétricos e, às vezes, até mesmo relativamente aplanados. O talhe com percutor macio aparece no acheulense pleno, pelo qual é, quando menos, uma orientação post quem, mas não permite maiores precisões. A maior vantagem a respeito do percutor duro é o permitir extrair lascas mais invasoras, mas também mais finas e com um talão pouco desenvolvido, o que permite manter ou melhorar a eficácia do gume com um mínima despesa de matéria prima. O inconveniente é que é muito exigente com a matéria prima, requirindo rochas de melhor qualidade. Contudo, ainda não existem estudos que permitam contrastar se o retalhe com percutor macio incrementa o rendimento da matéria prima por kg, também não há dados sobre a diferença em despesa de energia num ou outro percutor, embora haja quem considere que o percutor macio requer mais esforço, uma maior curva de aprendizagem, mas, em contrapartida, oferece mais lascas com uma menor despesa em matéria prima.[18]

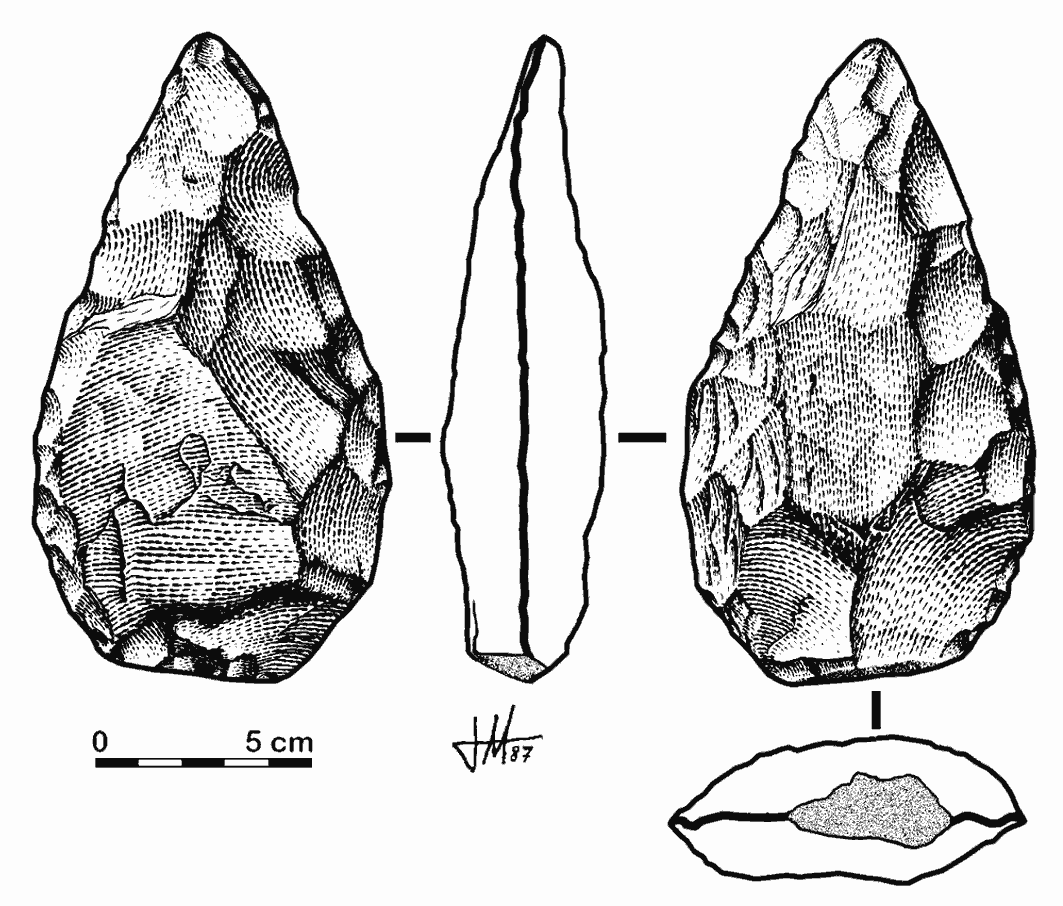
Biface talhado com percutor macio, sem que se aprecem rastos de percutor duro

- Os bifaces talhados e retificados exclusivamente com percutor mole[23] são muito mais raros. De fato, é mais que possível que também tenham sido inicialmente desbastados com percutor duro, mas o lascamento, regular e invasor do percutor mole apagou tudo vestígio do mesmo. O percutor macio não pode atacar diretamente qualquer plataforma de percussão e não é totalmente adequado para certas matérias primas, ambas devem ser acessíveis a esta técnica; por isso é preciso, quer um talhe prévio com percutor duro, quer começar com uma lasca como suporte, pois o seu gume é frágil (também servem seixos muito aplanados e plaquetas). Ou seja, que, embora a elaboração de um biface se tenha feito com percutor mole, é possível que também haja uma fase de desbaste para preparar uma "preforma", e uma ou várias fases de retificação, para terminar a peça; o que não fica clara é a separação de ambas as fases (talvez todo o trabalho fosse realizado num só ciclo operativo). A elaboração com percutor mole permite um maior controle sobre o talhe, e, além disso, gasta menos matéria prima, de modo que se obtêm gumes mais longos, mais agudos, mais uniformes, e alonga a vida útil da peça. Os bifaces talhados totalmente com percutor macio costumam ser extremamente harmoniosos, simétricos e planos, com arestas muito retilíneas ou torsas e com negativos de lascamentos muito sutis, cujos contra-concoides são difusos, alongados, com ondulações palpáveis e nervos tão suaves que é difícil distinguir onde começa um lascamento e onde termina outro. A seção é geralmente regular e biconvexa, a intersecção das caras forma um gume com um ângulo agudo, com frequência em torno de 30°. São peças de grande mestria, pelo qual é normal que sejam esteticamente atrativas. Portanto, costumam ser associadas a indústrias evoluídas, como as últimas fases do Acheulense (e.g.: o Micoquense) ou o Musteriense. Contudo, a elaboração com percutor macio não pode datar por si mesma nenhuma indústria lítica.

É preciso levar em conta que um biface não era o objetivo dos artesãos pré-históricos, senão um meio, um instrumento e, como tal, era desgastado, deteriorado ou quebrado durante o seu emprego; por isso, quando chegam às mãos do arqueólogo paleolitista ou do tipólogo, encontra-se uma peça que pode ter sofrido câmbios drásticos ao longo da sua vida útil. É habitual detectar gumes reavivados, pontas reconstruídas e silhuetas deformadas por um talhe destinado a continuar aproveitando a peça até esta ser abandonada. As peças podem, até mesmo, ser recicladas posteriormente; neste senso, François Bordes explica que os bifaces se encontram às vezes no Paleolítico Superior. Esta presença, normal no Perigordense I, é com frequência devida, nos outros níveis, a uma recolhida de bifaces musterienses ou acheulenses.".
O estudo detalhado da elaboração de uma subpopulação de bifaces pertencente a uma indústria lítica dada serve para estabelecer uma descrição precisa do processo de fabricação do biface e para efetuar comparações estatísticas com outros grupos de bifaces (o que tecnicamente se chama E. D. A —exploratory data analysis em inglês— ou “análise exploratória de dados”.

### Análise morfológica
Tradicionalmente, o biface foi orientado com a parte mais estreita para em cima (pressupondo que esta seria a sua parte mais ativa, o qual não é disparatado, levando em conta a grande quantidade de "bifaces de base reservada" que aparecem). O eixo de simetria que divide em dois o biface é chamado de "eixo morfológico", e a mais regular e melhor talhada acostuma ser selecionada como "cara principal". Estes tecnicismos são simples convencionalismos tipológicos para se compreenderem entre especialistas. Pela mesma razão, ao descrever a morfologia de um biface (e de qualquer objeto lítico talhado) é preciso recusar termos que se referem a conceitos puramente técnicos. Neste caso concreto, é preciso recusar o termo "talão" para se referir à base do biface, pois este vocábulo, em tipologia lítica, apenas abrange uma parte muito concreta da lasca (que nada tem a ver com a base de um biface). Igualmente, seria um erro usar a expressão "zona distal", para referir a zona terminal ou ápice do biface.

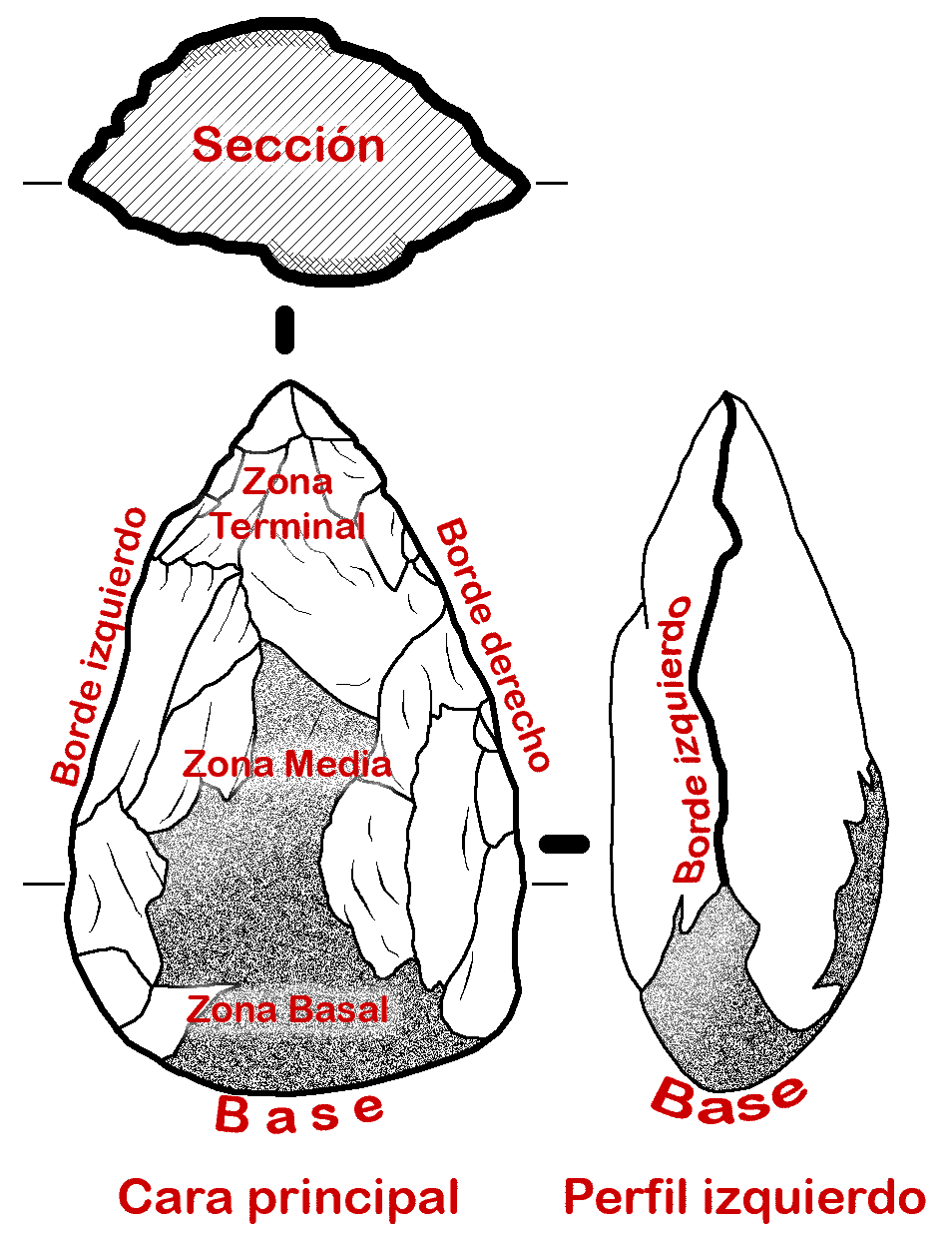
Elementos morfológicos de um biface

A Zona Terminal de um biface é geralmente a parte mais estreita e oposta à base; a sua forma mais comum é a apontada —aproximadamente aguda, e ou menos ogival—, também há bifaces com a zona terminal arredondada ou poligonal e, finalmente, bifaces de gume terminal transversal ao eixo morfológico da peça, ou seja, "bifaces-fendedor" e bifaces espatulados…
A Zona Basal, oposta à zona terminal (que acostuma ser mais larga ou mais grossa), pode ser descrita de frente: "reservada", talhada parcial ou totalmente, mas não cortante, ou, finalmente, base "cortante". De perfil é indicado se é arredondada (poligonal), plana ou apontada; etc.
As Arestas: São descritas morfologicamente de frente, em cujo caso podem ser convexas, retilíneas ou côncavas; além disso podem ser aproximadamente regulares. Casos especiais são os de arestas denticuladas —festoadas— ou com entalhes. Neste apartado se teria de indicar, se assim acontecer, a existência de dorsos corticais sem gume. Observadas de perfil, as arestas podem ter uma delineação sem irregularidades (retilíneas ou torsas, ou seja, em forma de suave S) ou ser, desde ligeiramente sinuosas até muito sinuosas (sempre referindo às zonas cortantes). Outros dados importantes a considerar neste apartado é o próprio desenvolvimento do gume, ou seja, se ocupa todo o perímetro do biface ou somente certas zonas.
A Seção é tomada na zona central do biface ou num setor próximo do ápice; isto permite compreender como se trabalha cada parte da peça, e até mesmo discernir retalhes ou reconstruções de zonas deterioradas da beira. Os tipos de seção podem ser: triangulares (subtriangulares e triangulares com dorso), em losango (romboidais quer sem ou com dorso), trapeziais (trapezoidais e trapeziais com dorso), pentagonais (pentagonoides e pentagonais com dorso), poligonais, biconvexas ou lenticulares (sub-lenticulares), etc.
A Silhueta: Por definição, o biface deveria ter, visto de frente um contorno aproximadamente equilibrado, com um eixo morfológico servindo como eixo de simetria bilateral e um plano de esmagamento servindo como plano de simetria bifacial. Isto não quer dizer que todos os bifaces sejam perfeitamente simétricos. Em primeiro lugar, a simetria é um sucesso obtido após milênios de aperfeiçoamento tecnológico, pelo qual não é de estranhar que as peças mais arcaicas sejam algo dissimétricas. Em segundo lugar, a simetria é um critério tipológico, mas não necessariamente ajuda a criar peças mais efetivas. É necessário depreender-se de preconceitos estéticos presentistas e não esquecer que os bifaces eram usados em trabalhos duros e variados: deterioravam-se, desgastavam-se e quebravam-se; pelo qual, com frequência eram "reparados", talhando de novo os seus gumes, recuperando as suas pontas ou voltando-os a fabricar completamente. Nos museus, e coleções particulares, peças modelo excepcionalmente belas costumam ser expostas, o qual é didático mas, numa escavação arqueológica, a maior parte do que chega aos pré-historiadores são despojos, peças provavelmente rejeitadas após uma longa e complexa vida como ferramentas: tiveram de adaptar-se a circunstâncias particulares, a necessidades concretizas que desconhecemos e que, sem dúvida, alteraram a peça originária; por isso, a simetria —conatural ao conceito clássico e ideal de biface— nem sempre se mantém em peças arqueológicas reais.
Obviando o supradito problema, por razões práticas, as silhuetas dos bifaces são classificadas nas seguintes categorias:
| Silhuetas de biface |                    |                     |                    |                   |
|                     |                    |                     |                    |                   |
| Biface triangular   | Biface amigdaloide | Biface cordiforme   | Biface lanceolado  | Biface micoquense |
|                     |                    |                     |                    |                   |
| Biface discoide     | Biface ovoide      | Biface elíptico     | Biface naviforme   | Biface losángico  |
|                     |                    |                     |                    |                   |
| Biface-fendedor     | Biface espatulado  | Biface abbevillense | Biface nucleiforme | Outros            |

#### Dimensões e coeficientes

Dimensões básicas a tomar num biface acheulense

As medidas de um biface devem tomar-se tendo como referência o eixo morfológico do mesmo e orientando-o adequadamente. Além das três dimensões básicas (comprimento, largura, grossura), os especialistas propuseram outras grandezas, que podem chegar a ser muito diversas, sendo as mais habituais as que assinalam François Bordes (1961) e Lionel Balout (1967):
- Comprimento máximo (C)
- Largura máxima (m)
- Espessura máxima (e)
- Distância da base à zona de máxima largura (a)
- Largura nos 3/4 do comprimento (o)

As duas últimas, ou seja, a zona de máxima largura (a) e a situada nos 3/4 do comprimento (o), são locais muito adequados para delinear o contorno da seção do biface e para medir os ângulos do gume (caso não ser uma zona reservada). Estas medidas angulares das arestas tomam-se com um goniômetro.
Além disso, outras medidas podem ser tomadas, como o comprimento do gume, o peso, a corda do gume (caso ser um biface de bisel terminal transversal), etc. Todas estas medidas, além de serem usadas nos E.D.A.s servem para estabelecer diversos coeficientes tanto morfológicos quanto técnicos (por exemplo, a relação entre o peso e o comprimento das arestas cortantes, ou a relação entre o percutor e o ângulo obtido...
Contudo, os coeficientes mais habitualmente usados são os "Índices" que Bordes propôs para a sua classificação morfológico-matemática do qual ele denominou "bifaces clássicos" (Balout propôs outros, mas são muito similares):
- Índice de redondeamento da base: serve para separar as três grandes famílias de bifaces clássicos ("triangulares", "amendoados" e "ovais"): estabelece-se com o coeficiente C/a que proporciona os seguintes limiares de separação:

| Família                                                                               | Umbral                                   |
| ------------------------------------------------------------------------------------- | ---------------------------------------- |
| "Bifaces triangulares" (os mais regulares) ou "subtriangulares" (para os irregulares) | {\displaystyle {\frac {C}{a}}<2,75}      |
| "Bifaces amendoados"                                                                  | {\displaystyle 2,75<{\frac {C}{a}}<3,75} |
| "Bifaces ovais"                                                                       | {\displaystyle 3,75<{\frac {C}{a}}}      |

- Índice de alongamento: que separa os bifaces comuns dos "curtos" (e, ocasionalmente, dos "alongados"). Por exemplo, na família de "Bifaces ovais" serve para separar os bifaces discoides dos outros tipos; na família de "Bifaces amendoados" é usado para reconhecer os bifaces lanceolados e micoquenses. A operação é realizada com C/m e os limiares são:

| Alongamento         | Umbral                                 |
| ------------------- | -------------------------------------- |
| "Bifaces curtos"    | {\displaystyle {\frac {C}{m}}<1,3}     |
| "Bifaces comuns"    | {\displaystyle 1,3<{\frac {C}{m}}<1,6} |
| "Bifaces alongados" | {\displaystyle 1,6<{\frac {C}{m}}}     |

- Índice secional ou de aplanamento: que separa os bifaces "grossos" dos "planos" e que apenas é empregado em determinados tipos. A família de "Bifaces amendoados" (combinado com o índice de alongamento), serve para separar os bifaces amigdaloides (grossos) dos cordiformes (planos). O coeficiente m/e é usado, sendo os limiares:

| Aplanamento       | Umbral                              |
| ----------------- | ----------------------------------- |
| "Bifaces grossos" | {\displaystyle {\frac {m}{e}}<2,35} |
| "Bifaces planos"  | {\displaystyle {\frac {m}{e}}>2,35} |

Existem outros índices, à margem dos quais é necessário insistir em que estes devem ser aplicados ao que Bordes denomina "bifaces clássicos", o que deixa fora uma boa quantidade de exemplares (bifaces parciais, bifaces de base reservada, bifaces-fendedor, espatulados, em estilo Abbevillense, nucleiformes, diversos...).

### Utilização
Desde os primeiros momentos, os pioneiros do estudo das ferramentas paleolíticas atribuíram ao biface o papel de machado ou, quando menos, a realização de atividades pesadas. Pronto surgiu a ideia de que o biface era um instrumento de múltiplas funções, não somente cada biface era um utensílio multifuncional, mas as diferentes formas e tamanhos dos diversos exemplares faziam do tipo em si o que se chamou coloquialmente "o canivete suíço" do Acheulense.
Como acabamos de indicar, o biface está destinado a trabalhos pesadas, trabalhos de grande dureza; assim mesmo, cada um de eles serviu para várias tarefas diferentes; ainda mais, dado que os bifaces puderam ser reciclados, re-afiados e, até mesmo, re-fabricados por meio do talhe, ao longo da sua vida útil puderam ter servido para fins desiguais. Portanto, não convém utilizar o vocábulo "machado" para se referir a eles, pois, sem dúvida, serviram para cavar, cortar, raspar, fender, perfurar, bater... Igualmente, o biface —dada a sua massa— pôde ser eventualmente aproveitado como núcleo e, aproveitando o retalhe reparador, obter lascas para ser utilizadas como facas ou transformadas em utensílios especializados por meio do retoque.
- As análises traceológicas: Os estudos de marcas de uso de bifaces paleolíticos foram realizados em sítios arqueológicos emblemáticos de quase todo o ocidente europeu, sendo Semenov e especialmente Keeley, os pioneiros neste tipo de especialidade. Lawrence H. Keeley afirma que "A morfologia dos bifaces típicos, sugere um categoria de atividades potenciais muito maior que as lascas".[31] Porém, ao mesmo tempo aborda uma série de problemas: o primeiro é a dificuldade de observar no microscópio peças de grande tamanho, pelo qual, apesar de milhões de exemplares serem conhecidos, poucos puderam ser estudados adequadamente. A segunda incógnita surge da demonstração de que as mesmas tarefas eram realizadas com utensílios sobre lasca com maior eficácia, até mesmo:

Expõe-se a questão: por que fabricar bifaces, cuja produção é mais complicada e custosa, se as lascas podem fazer o mesmo trabalho com a mesma eficácia? A resposta poderia ser que os bifaces, em geral (excluindo certos tipos especializados...), não eram concebidos para uma função em particular (...), não somente foram talhados para abranger um propósito muito mais geral.— KEELEY, op. cit., página: 136.
Keeley, a partir das suas observações em vários sítios arqueológicos ingleses, propõe que nos assentamentos base, onde havia mais previsão e controle sobre as atividades rotineiras, as ferramentas preferidas eram as raspadeiras, as facas de dorso, os raspadores, os furadores, etc. (ou seja, ferramentas sobre lasca especializadas). Por outro lado, nas expedições e acampamentos estacionais os bifaces salvavam melhor a situação, graças à sua falta de especialização e à sua capacidade de se adaptarem às eventualidades. Um biface possui um longo gume com curvaturas diferentes, ângulos diversos, uns mais afiados, outros mais resistentes, pontas, entalhes, etc. Tudo combinado numa sozinha peça e, se se der a circunstância, lascas proveitosas poderiam ser extraídas dele. No mesmo trabalho, Keeley assinala que vários dos bifaces que pôde estudar foram usados como facas para cortar carne (tanto no sítio de Hoxne quanto no de Caddington); o mesmo autor identificou em outro biface, este procedente do sítio de Clacton-on-Sea (todos no leste  de Inglaterra), marcas na ponta próprias de ter sido utilizado como broca, girando com ele em senso das agulhas do relógio. A conclusões similares chegou o norte-americano Nicholas Toth com alguns exemplares do sítio arqueológico de Ambrona (Sória, Espanha); o certo é que nenhuma das 37 peças com marcas de uso foi aplicada a matérias vegetais, todas foram destinadas a trabalhar carne e peles de animais. Mas talvez as análises mais recentes sobre os bifaces mais antigos sejam, paradoxalmente, os realizados por Manuel Domínguez-Rodrigo e os seus colaboradores no sítio acheulense muito primitivo de Peninj (Tanzânia). Ali, uma série de peças deste tipo, datadas em mais de 1,5 milhões de anos, tinham um claro micro-desgaste produzido pelos fitólitos das plantas, o que leva a pensar que tais bifaces fossem usados para trabalhar na madeira.

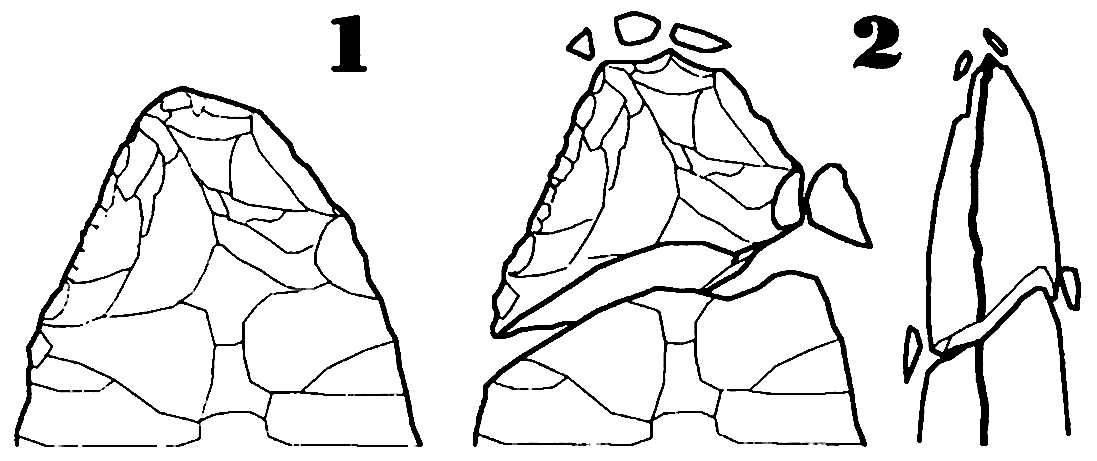
Esquema da fratura da ponta de um biface, devido ao seu uso

- As marcas de uso macroscópicos: Alguns bifaces foram submetidos a trabalhos tão duros que as marcas são evidentes à primeira vista ou, podem ser induzidos por meio das cicatrizes do "retalhe reparador" a que foram submetidos pois, ocasionalmente, é possível distingui-lo do feitio primário. Um dos casos mais estendidos é a quebra da ponta, observada por vários investigadores em sítios arqueológicos, tanto europeus quanto africanos e asiáticos. Um desses sítios arqueológicos é "El Basalito" (Salamanca), cuja escavação deparou fragmentos de biface com flexões na ponta cujas características pareciam responder a uma ação enérgica como de cunha, submetendo o objeto a fortes torções que quebravam o ápice.[35] A fratura ou a deterioração de grande escala, não somente afetava à ponta, mas a qualquer parte do biface. Porém, muitas vezes este era reconstruído por meio de um retalhe secundário, como foi comentado anteriormente. Em alguns casos esta reconstrução é identificável, e pode ser feita por meio de técnicas tão concretas quanto o chamado "coup de tranchet" ("golpe de faca de sapateiro" em francês), ou simplesmente com retoques escamosos ou escadeados, que alteram a simetria e a trajetória das arestas.

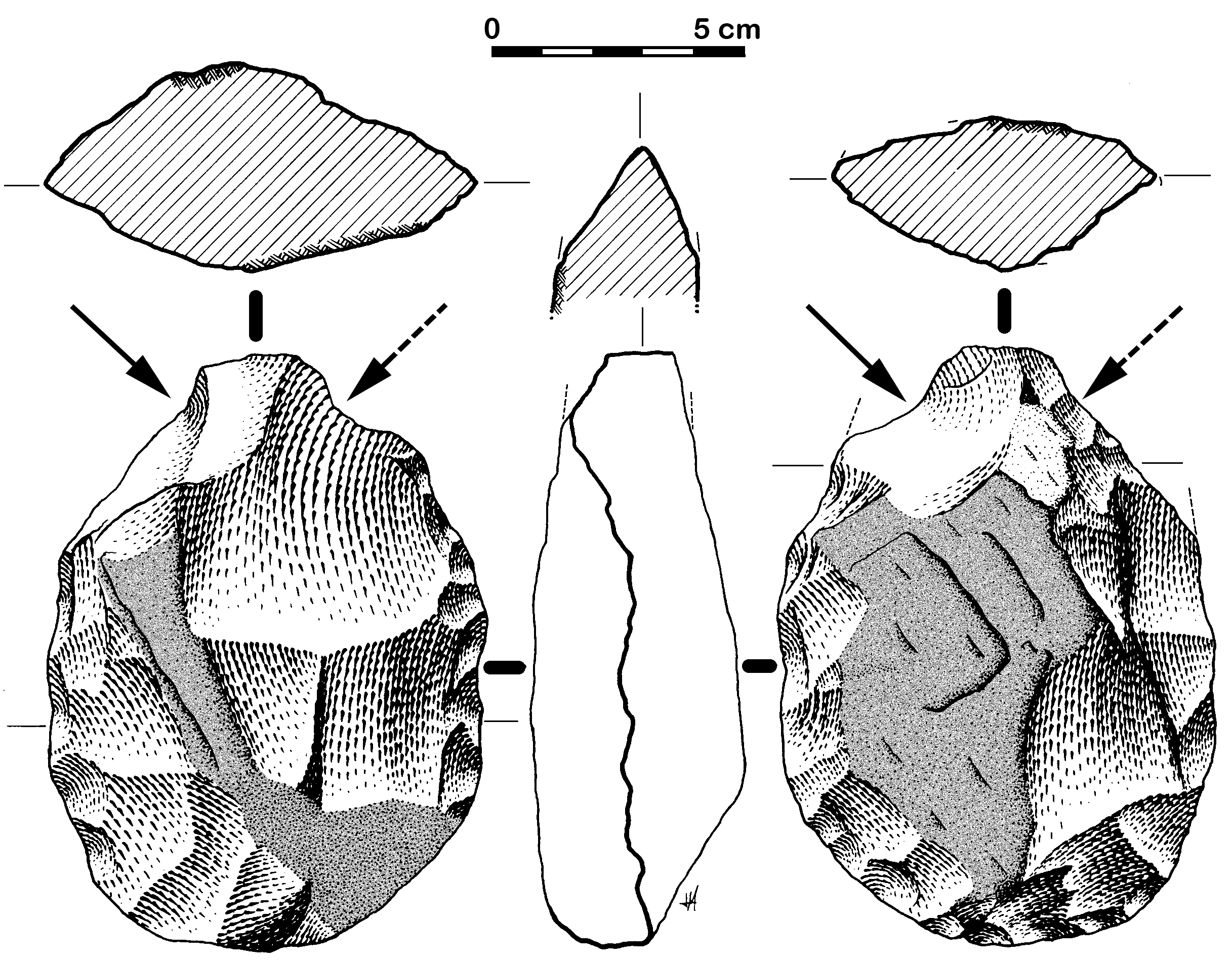
Biface acheulense cuja ponta foi fraturada e reconstruída por meio de um talhe alternante

## Alguns tipos de bifaces
| “ | Os bifaces são tipos tão variados que não têm, de fato, uma única característica comum... (...) Apesar das numerosas tentativas de classificação dos bifaces, algumas das quais datam do princípio do século [XX]... o seu estudo não se adapta a nenhuma lista tipológica inteiramente satisfatória | ” |

Levando em conta o anterior, este deve ser considerado um apartado aproximado, baseado em conceitos tradicionais, fortemente arraigados no chamado "método Bordes" (trata-se de uma classificação basicamente morfológica, para algumas escolas, possivelmente desfasada) o seu uso é generalizado. Esta classificação é fiável quando refere os denominados "bifaces clássicos". A respeito dos machados de mão e os bifaces-fendedor, a tipologia de Bordes falha rotundamente, demonstrando um conceito de ambos os tipos de utensílios, especialmente do machado de mão, enfrentado ao proposto pouco antes na classificação de Jacques Tixier, mais coerente do que a do seu colega francês: TIXIER, Jacques (1956). «Le hachereau dans l'Acheuléen nord-africain. Notes typologiques». Congrès Préhistorique de la France. XVe Session (pp. 914-923). Poitiers-Angoulême.</ref>, que são os que podem ser definidos e catalogados pelo sistema das dimensões e índices matemáticos, sem ser necessário quase nenhum critério subjetivo. Contudo, esta suposta objetividade não é mais que um convencionalismo do autor, baseando-se na sua experiência científica e o certo é que, na maioria dos casos, acomodou-se a tipos previamente estabelecidos (redefinindo-os levemente). Do mesmo modo, é possível encontrar uma tentativa similar na obra de Lionel Balout.
| Grupo                   | Imagem | Tipo |
| ----------------------- | --- | --- |
| T R I A N G U L A R E S | | Triangulares Os bifaces triangulares foram definidos inicialmente por Henri Breuil como de base plana, globulosa e reservada, com dois gumes retos, convergentes numa zona apical muito aguda. Mais tarde, François Bordes redefiniu o conceito, tornando-o mais restringido. Para Bordes, um biface triangular é uma peça de talhe evoluído e de morfologia equilibrada; são peças planas com três beiras retilíneas ou ligeiramente convexas, têm de ser planos (m/e > 2'35) e com a base cortante e muito reta (índice de redondeamento da base C/a <2'75). Dentro destes dados tão estritos, os especialistas diferenciam pequenas variantes tais como os "Triangulares alongados" (C/m <1'6), ou os que têm as beiras ligeiramente côncavos (aos que Bordes batizou como "Dentes de tubarão", pelo seu parecido aos fósseis de Carcharodon megalodon que, com frequência, apareciam nas cercanias dos sítios). Por último estariam os "Bifaces subtriangulares", cuja forma geral evoca a do triângulo, mas são mais irregulares e menos simétricos. Os bifaces triangulares são apenas inexistentes no Paleolítico Inferior (salvo no Acheulense final de algumas regiões francesas) e, embora sejam mais habituais no Paleolítico Médio (MTA, especialmente), desaparecem quase sem deixarem rasto. São, pois, um tipo raro e, ao mesmo tempo, espetaculoso pela sua estética. |
| A M E N D O A D O S     | | Amigdaloides São o tipo de biface mais abundante deste grupo, definidos pela sua forma amendoada, tendente à simetria e com os índices métricos comuns a esta categoria. À parte da sua forma, que é a que dá nome (amygdala em latim significa amêndoa), são bifaces de comprimento comum (1'3 <C/m < 1'6), grossos (m/e < 2'35) e com um índice de redondeamento da base meio (2'75 < C/a < 3'75). Podem ter a base reservada ou não; assim mesmo, podem ter a zona apical pontiaguda ou ogival, embora em alguns casos poderia ser ligeiramente arredondada (e estreita). Os bifaces amigdaloides são virtualmente idênticos aos bifaces cordiformes, salvo porque aqueles são grossos e estes são planos. Os amigdaloides costumam ter um acabamento mais tosco e maior quantidade de córtex, o qual não necessariamente é um indicador evolutivo ou cronológico. |
| A M E N D O A D O S     | Cordiformes O biface cordiforme é literalmente idêntico ao amigdaloide, visto de frente, compartindo com ele os mesmos parâmetros matemáticos (índice de alongamento: 1'3 <C/m < 1'6; e índice de redondeamento da base: 2'75 < C/a < 3'75), mas, visto lateralmente, é um biface plano (m/e > 2'35). Eventualmente, embora isto não seja parte da sua definição essencial, são objetos talhados com maior mestria, melhor acabados, com menor quantidade de casca e equilibrados, opcionalmente têm arestas mais aguçadas e retilíneas (ou torsas) e, portanto, mais eficazes. O seu nome vêm também do latim (cor significa coração), foi proposto por Boucher de Perthes em 1857, mas não se tornou generalizado até o começarem a utilizar Henri Breuil, Victor Commont e Georges Goury nos anos 20. Bordes definiu-os como bifaces planos de base arredondada e cortante e zona terminal apontada ou ogival, distinguindo até oito variantes, entre elas uma alongada (C/m > 1'6) e outra um pouco mais irregular, batizada como "Subcordiforme". Os bifaces cordiformes são habituais tanto no Acheulense quanto no Musteriense.                                                                                      | |
| A M E N D O A D O S     | Lanceolados Os bifaces lanceolados encontram-se entre os mais apreciados esteticamente e, com frequência, tornam-se a imagem paradigmática dos bifaces acheulenses evoluídos. O seu nome é devido ao seu "feitio semelhante ao ferro de uma lança" e, também, é um apelativo cunhado por Boucher de Perthes ("hache en lance"), depressa popularizado. Bordes entende por biface lanceolado aquele que é alongado (C/m > 1,6), de beiras retilíneas ou ligeiramente convexas, ápice extremamente aguçado e base arredondada (2,75 <C/a < 3,75), com frequência globulosa (até mesmo reservada), de modo que não é um biface plano (m/e < 2,35), ao menos na sua zona basal. Quanto ao demais, acostuma ser uma peça equilibrada, bem acabada, de arestas perfeitamente endireitadas por um esmerado retalhe retificador. São característicos das fases finais do Acheulense —ou do seu epígono, o Micoquense—, e do Musteriense de tradição Acheulense (estão estreitamente relacionados aos bifaces micoquenses descritos a seguir). Quando um biface tem silhueta lanceolada, mas é de feitio mais tosco e irregular (talvez por falta de retificação), acostuma ser chamado com o vocábulo francês "biface tipo ficron". | |
| A M E N D O A D O S     | Micoquenses O biface micoquense recebe o seu nome da caverna francesa de La Micoque, na comuna de les Eyzies-de-Tayac (na Dordonha), e que também dá nome a uma fase terminal do Acheulense, o Micoquense, caracterizado pelo evoluído da sua tecnologia. Atualmente acredita-se que o Micoquense não foi uma cultura independente do Acheulense, mas uma das suas fases finais, e, precisamente, os bifaces micoquenses poderiam ser um dos poucos tipos de biface susceptível de se tornar em indicador cronológico, ou seja, o que se chama um "fóssil de idade", característico do final do Acheulense, desenvolvida durante o interglaciar Riss-Würm. Os bifaces micoquenses são similares aos lanceolados, ou seja, amendoados (2'75 <C/a < 3'75), alongados (C/m > 1'6), grossos (m/e <2'35), base arredondada, com frequência reservada, mas com as beiras marcadamente côncavas e a ponta extremamente aguda. Tanto os bifaces lanceolados quanto os micoquenses costumam ir associados (de fato, é possível que um reafiado reiterado de um biface lanceolado o torne um biface micoquense), e não são raros em nenhuma das regiões do Velho Mundo.                                                               | |
| O V A C E S             | | Discoides Os bifaces discoides são objetos entre circulares e ovais caracterizados por um índice de redondeamento da base superior a 3'75 e um índice de alongamento inferior a 1'3. Têm arredondada tanto a base quanto a zona terminal. Se a elaboração é superficial, são muito difíceis de distinguirem dos núcleos discoides de extração centrípeta ou, se são "bifaces de economia", parecer-se-ão a simples lascas retocadas ou a seixos talhados sobre lasca. É muito normal que este tipo de bifaces surja do contínuo afiado da zona ativa de um biface mais longo, que se vai encurtando como se de um lápis se tratasse; também podem ser bifaces quebrados reciclados e re-fabricados. Os bifaces discoides não servem como indicadores cronológicos, se excetuamos que, durante o Solutreano do Périgord, aparecem alguns exemplares de finíssimo talhe. |
| O V A C E S             | Ovoides Biface ovoide (ou "ovoidal") é aquele que, a grandes traços, tem forma de óvalo (um tipo de curva cuja descrição é um tanto ambígua, mas que, aproximadamente, recorda à silhueta de um ovo). A sua definição é muito temporã: Boucher de Perthes já a publicou em 1857, sem que o conceito tenha sofrido muitos câmbios. Bordes estabelece que os bifaces ovoides são similares aos discoides mas mais alongados (1'3 <C/m < 1'6), à parte de que têm o índice de redondeamento da base próprio do "grupo de bifaces ovais" (ou seja, superior a 3'75) e, tanto esta quanto a zona terminal, têm de ser arredondadas (se a base é cortante são quase simétricas), embora a maior largura deva estar por baixo da metade do comprimento. Se bem que, em alguma ocasião foi sugestionado que os bifaces ovoides aparecem em meados do Acheulense, o certo é que carecem de valor cronológico e, com os amigdaloides, são a variante mais comum entre os bifaces Acheulenses de todo o Velho Mundo. | |
| O V A C E S             | Elípticos Os bifaces elípticos, também conhecidos como Limandes (palavra francesa que significa peixe-galo), são triplamente simétricos, pois, à parte de terem um eixo de simetria bilateral e um plano de simetria bifacial, têm um terceiro eixo de simetria horizontal que faz que a base (se esta é cortante) seja virtualmente idêntica à zona terminal (sendo, às vezes, difícil decidir como orientar a peça). Na prática são equivalentes aos ovoides em todas as suas relações dimensionais, exceto que os bifaces elípticos costumam ser mais alongados (C/m > 1'6) e têm a máxima largura (m) perto da metade do seu comprimento. Bordes explica que os bifaces elípticos, ou, na sua terminologia, Limandes, dão-se ao longo de todo o Acheulense e persistem no Musteriense, com a única diferença de o seu acabado ser feito, com o tempo, mais cuidadoso e equilibrado. Por outro lado, este mesmo autor costuma diferenciar os bifaces elípticos planos (m/e > 2'35, "verdadeiros Limandes"), dos elípticos grossos (m/e < 2'35, "Protolimandes"). | |

### Bifaces não clássicos
Apesar das tentativas dos diversos especialistas por elaborar uma tipologia sobre os bifaces baseada em dados objetivos —especialmente François Bordes e Lionel Balout, que utilizaram as dimensões como critério—, numerosos exemplares escaparam, por enquanto, a toda classificação alheia a considerações ou julgamentos pessoais do investigador. Por essa razão Bordes criou o grupo dos denominados "Bifaces Não Clásicos", ou seja, aqueles aos que não podem ser aplicados os índices matemáticos.
- Bifaces Nucleiformes: É um tipo de biface de definição muito delicada, pois, é difícil determinar se se trata de verdadeiros bifaces ou, simplesmente, são núcleos com arestas retificadas e que, ocasionalmente, possam ter sido utilizados como utensílios. Também poderia tratar-se de pré-formas bifaciais, ou de peças casuais.
Apesar da sua aparência tosca, os bifaces nucleiformes aparecem tanto no Acheulense quanto no Musteriense.

|  |  |

- Bifaces-fendedor[27] : Trata-se de bifaces cujo ápice não é nem apontado nem arredondado, mas possuem um gume terminal relativamente largo, transversal ao seu eixo morfológico. Este gume acostuma ser aproximadamente sub-retilíneo, mas também ligeiramente côncavo ou convexo. Apesar serem bifaces incompatíveis com os índices matemáticos, às vezes são incluídos dentro dos tipos clássicos dado que se trata de formas equilibradas e bem acabadas. Os bifaces-fendedor foram definidos por Jean Chavaillón em 1958 sob a denominação "Biface de bisel terminal" (biface à biseau terminal"[23]), enquanto Bordes simplesmente chamou-os de "machados de mão" (hachereaux[36]); o termo atual foi proposto em França por Guichard em 1966 (biface-hachereau), e em Espanha, em 1982 propôs-se a expressão  bifaz-hendidor ("biface-fendedor"), entendendo "biface" como substancial referido ao grupo tipológico ao que pertence, "pelo seu talhe bifacial", e "machado de mão" como adjetivo "pela sua morfologia"; ou seja, que tecnicamente se trata de um biface e morfologicamente recorda o machado de mão,[43] embora a sua personalidade seja completamente diferente:

| “ | Alguns autores qualificam-nos de machados de mão, coisa com a que, seguindo a J. Chavaillon, não podo estar de acordo; a técnica de talhe para obter um biface não tem nada a ver com o procedimento de fabricação dos machados de mão | ” |

Efetivamente, neste caso o politetismo geral do biface, até mesmo o desta variante, choca com o monotetismo tecnológico do machado de mão, por mais que possam coincidir na sua morfologia e na sua função.
- Bifaces em estilo Abbevillense: Este biface toma o seu nome do município francês de Abbeville, numa canteira de margas do terraço mais alto do vale do rio Somme e, em princípio foi associada à cultura Abbevillense, da qual seria o seu fóssil de idade (embora, paradoxalmente, no sítio de Abbeville os bifaces sejam particularmente escassos). O Abbevillense era considerado, até há pouco, o antecessor europeu do Acheulense, embora agora fosse integrado como uma fase inicial, arcaica, deste —se bem que nem sempre aparece no registro estratigráfico—. Do mesmo jeito, comprovou-se que bifaces arcaicos como os de Abbeville podiam dar-se ao longo de todo o Paleolítico Inferior, sem implicar nenhum tipo de referência cronológica nem cultural, por isso, foi proposta a expressão "biface em estilo abbevillense".[6] Tais bifaces foram talhados exclusivamente com percutor duro, sem retificação alguma sobre as arestas, pelo qual estas são extremamente sinuosas. A sua forma é claramente assimétrica, variada e irregular, geralmente determinada pela forma de seixo que serve de suporte (resulta impossível encontrar dois iguais); têm a base reservada, além de grandes zonas corticais, e são muito grossos.

|  |  |

- Bifaces parciais: Trata-se de bifaces talhados superficialmente, sem que a elaboração afete mais que a uma pequena parte do suporte. Porém, com uns poucos golpes a morfologia do biface é conseguida, quase sempre à custa de escolher um suporte adequado. São exemplares que, com frequência, estão no limite dos seixos talhados, mas o seu aspecto geral e o seu acabado induzem a classificá-los como bifaces.
Por ocasiões foi assinalado que a razão de ser destes bifaces é o arcaísmo da indústria à que pertencem; outras vezes, fala-se de objetos sem terminar; há alguns, por outro lado, que respondem a uma clara economia de gestos:

| “ | Uma elaboração tão parcial, mas tão cuidada, acrescentada à morfologia do suporte, permite-nos dizer que se trata de um biface acabado, ao que não talharam mais porque não o precisava, poupando, assim, esforço. | ” |

### Úteis que alguma vez foram associados aos bifaces
Dentro da panóplia do Paleolítico Inferior, e mais concretamente do Acheulense, os bifaces constituem um grupo importante, sobretudo nos sítios ao ar livre (pois é provável que nos sítios arqueológicos em caverna tais objetos fossem mais escassos, ao menos segundo as hipóteses de L. H. Keelley). Amiúde, os bifaces, devido ao seu tamanho e à sua concepção tecnológica, separaram-se radicalmente dos utensílios sobre lasca (por exemplo, raspadeiras, raspadores, furadores, etc.), é por isso que uma distinção acostuma ser feita entre o que se denomina "grupo de utensílios sobre lasca" e "grupo de utensílios nucleares". Os bifaces, os seixos talhados e os picos triédricos seriam utensílios nucleares, pois é comum fabricá-los sobre seixos, blocos ou nódulos de rocha; porém, este agrupamento é problemático, pois todos esses tipos foram fabricados, muitas vezes, também sobre lascas — embora de maior tamanho. Outra proposta habitual é falar dos utensílios sobre lasca como "micro-indústria", por oposição ao tamanho geral da denominada "macro-indústria" —que são os mesmos tipos citados anteriormente, mais os machados de mão—. De novo surgem problemas, pois há raspadeiras tão grandes como bifaces (ou bifaces tão pequenos quanto raspadeiras), e o mesmo ocorre com os demais tipos mencionados. À margem deste, associar os bifaces com seixos talhados e machados de mão é, desde qualquer pressuposto, um problema.
- Em primeiro lugar, é verdade que os seixos talhados mais elaborados e os bifaces parciais parecem entrelaçar-se, sendo difícil pôr limites entre ambos. Mas o conceito de seixo talhado não é basado apenas na falta de estandardização formal (própria dos bifaces), mas inclui a possibilidade de não se tratar de instrumentos, mas de núcleos superficiais, coisa impensável nos bifaces (salvo os nucleiformes).
- No caso dos machados de mão a anexação é mais questionável (se couber) —apesar de François Bordes na sua popular tipologia de 1961 metê-los todos no mesmo conjunto— por razões já expostas acima. Ninguém nega que, ocasionalmente, bifaces e machados de mão pudessem servir para tarefas similares, mas o seu conceito tecnológico é diametralmente oposto.
- Os picos triédricos, durante certo tempo foram considerados como uma variante especializada de bifaces. Porém, desde que foram detidamente estudados e classificados,[45] ficou claro que requeriam a consideração de categoria independente.

Outro tipo de associação dos bifaces é a dos "outros utensílios foliáceos bifaciais" do Paleolítico Inferior e, sobretudo, do Paleolítico Médio do Velho Mundo, a diferença radica no seu acabado muito mais fino e muito mais leve, realizado sistematicamente com percutor mole, e numa morfologia mais especializada que sugestiona uma função específica, talvez como ponta de projetil ou como faca. Utensílios bem conhecidos pela literatura clássica especializada podem ser, como exemplo:
| “ | O termo peça foliácea deve ser anteposto ao de ponta foliácea, pois muitas delas não são pontiagudas. Estas dão-se esporadicamente em diversos sítios arqueológicos musterienses franceses, mas, sobretudo, abundam no Musteriense da Europa central e no Aterense final africano | ” |

- Os utensílios bifaciais foliáceos de Europa Central recebem o nome específico de Blattspitzen. Trata-se, sem dúvida, de pontas própria do Paleolítico Médio com forma foliácea, com frequência biapiculadas e muito planas, tanto que recordam as lâminas de loureiro do Solutreano, e somente é possível diferenciá-las graças ao contexto arqueológico no qual aparecem. As blattspitzen sobrevivem em alguma cultura do Paleolítico Superior e, tal e qual avisa Denise de Sonneville-Bordes, as peças do Szeletense europeu oriental (tanto blattspitzen quanto bifaces micoquenses) poderiam ser o elo que liga a tradição dos objetos bifaciais do Paleolítico Inferior e Médio com os do Paleolítico Superior e seguintes.[47]

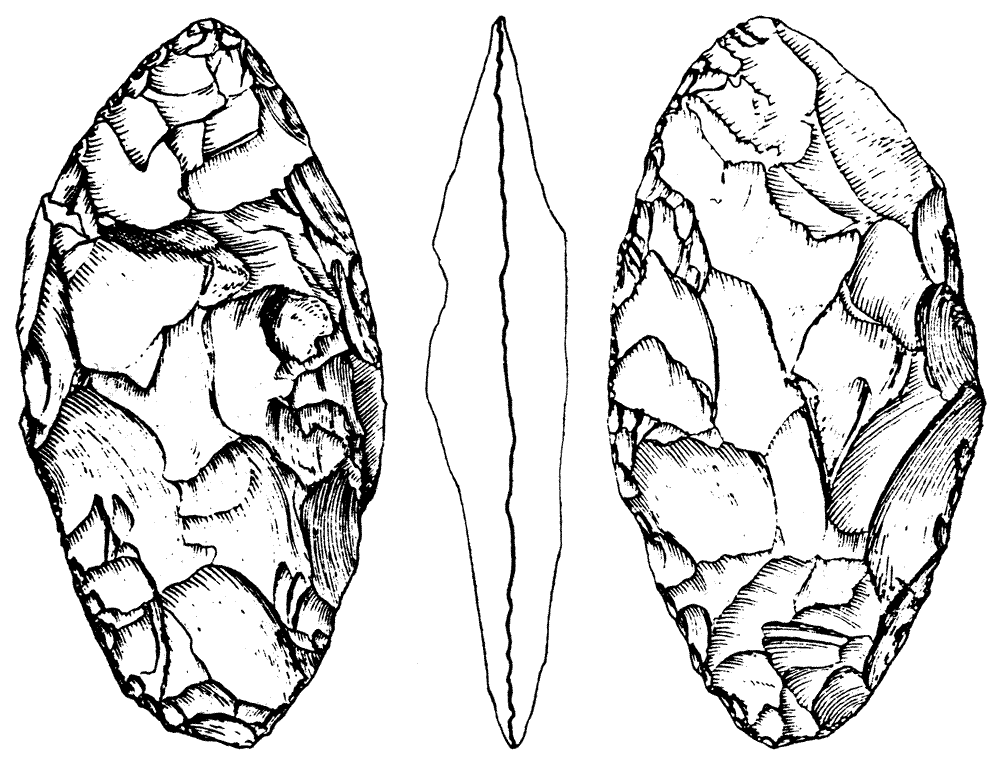
Blattspitzen centro-europeia
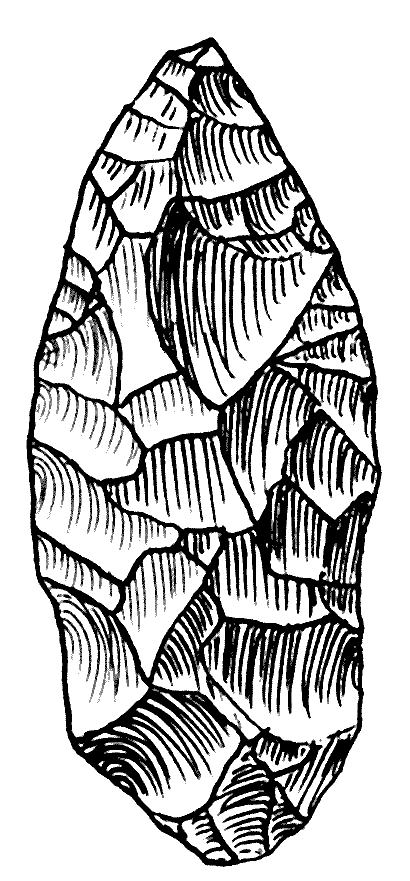
Peça foliácea aterense
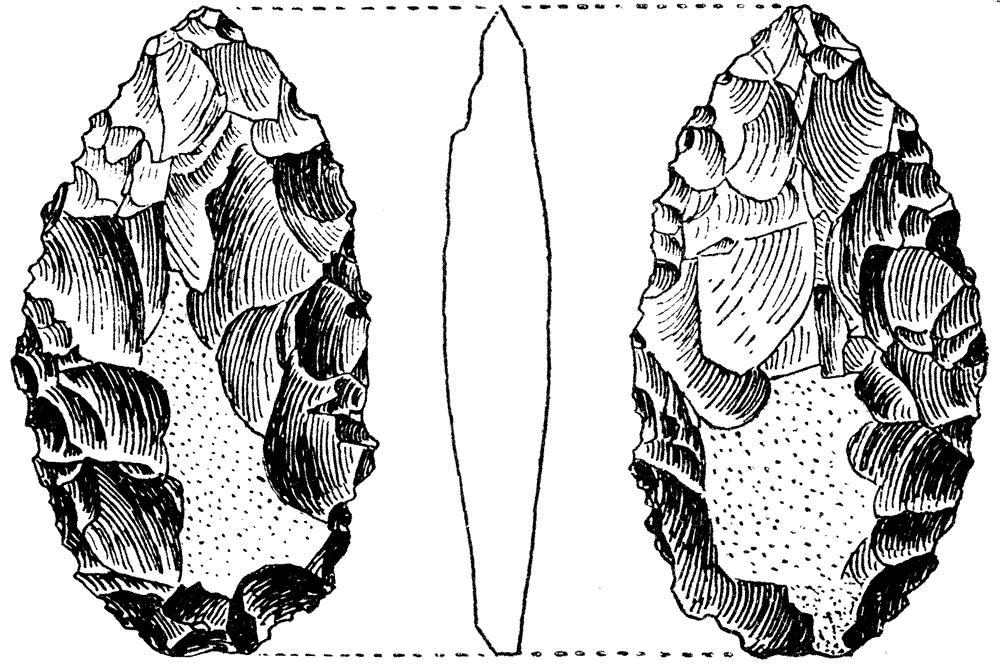
Peça foliácea stillbayense
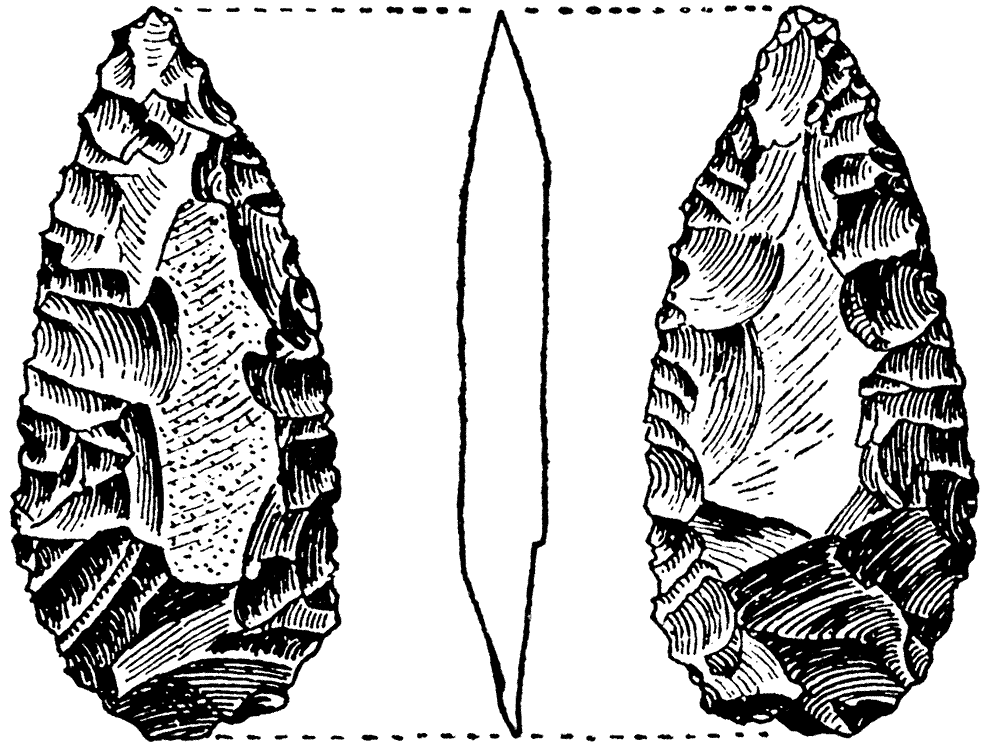
Peça foliácea africana

- Na África foram encontradas peças bifaciais tanto no Aterense do norte quanto no Stillbayense da zona centro-oriental do continente.[48] Em ambos os casos trata-se de culturas de tradição musteroide, embora com uma forte personalidade e relativamente tardias: no final da chamada Middle Stone Age africana. Em ambos os casos encontramos objetos de formas diversas, por vezes triangulares, ovais, por vezes foliáceas, bem como com talhe bifacial invasor, mas também monofaciais.

## A transcendência do biface
Quando surgiu o debate sobre a evolução, e sobretudo, sobre o origem do ser humano, muitos recusaram aceitar o parentesco humano com seres inferiores. Os primeiros achados de fósseis humanos, como os neandertais ou os pitecantropos (toscamente interpretados), pareciam corroborar que descendíamos de selvagens carentes de inteligência, que sobreviveram apenas graças à sua força bruta. O biface teve um papel importante para quebrar este preconceito. As publicações de John Frere, em Inglaterra, e, sobretudo, de Boucher de Perthes, na França, ao longo do século XIX, mostravam peças de feitio excelente, equilibrado, cheio de simetria e de uma grande pureza formal. Tais instrumentos somente podiam ter surgido de mentes inteligentes —e até mesmo numinosas—, com certo senso da estética:
| “ | A arte discorreu muito tempo por um período formativo antes de ser bela; mas não por isso deixa de ser uma arte sincera e grandiosa, às vezes mais sincera e grandiosa do que a beleza mesma; pois no homem há uma natureza criadora que se manifesta tão logo tem assegurada a sua existência. Enquanto não tem preocupações nem temores, este semideus ativo na tranquilidade, procura a matéria ao seu redor para insuflar o seu espírito. | ” |

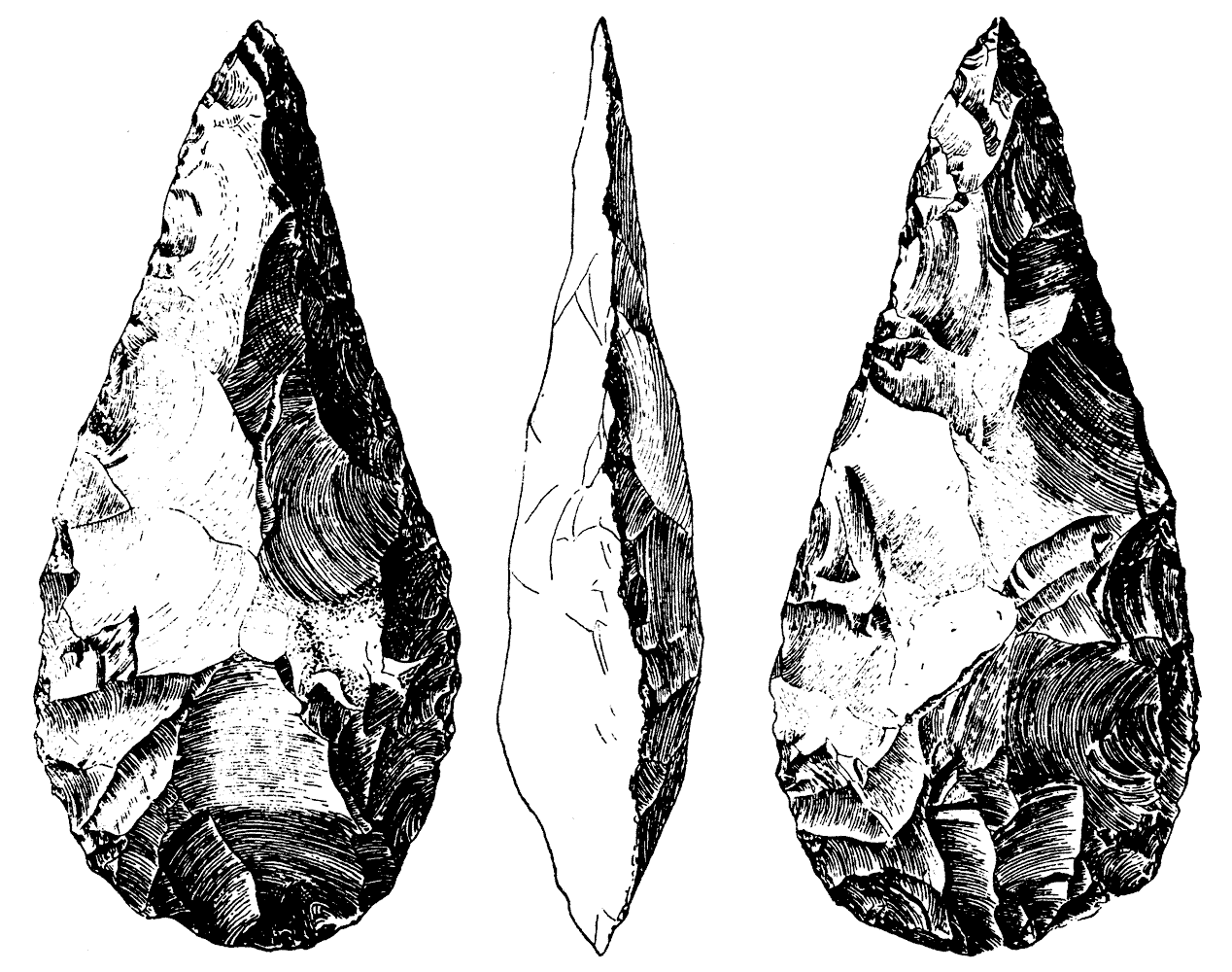
Biface lanceolado, de feitio refinado, procedente do sítio de San Isidro, perto de Madrid

Tal e qual explica André Leroi-Gourhan, para períodos tão remotos é difícil definir o que se entende por Arte, levando em conta as diferenças psicológicas entre os humanos "não modernos" e nós. A documentação arqueológica que maneja, leva a Leroi-Gourhan a assombrar-se frente da rápida progressão para a simetria e o equilíbrio; assim, reconhece em muitos instrumentos pré-históricos a beleza no senso mais estrito, que aparece —segundo ele— no curso do Acheulense, ou seja, muito cedo:
| “ | Parece muito difícil admitir que esses seres não tivessem experimentado certa satisfação estética, pois eram excelentes operários que sabiam escolher a sua matéria, arranjar os seus defeitos, orientar as fraturas com precisão total, tirar do núcleo de sílex bruto uma forma que correspondesse exatamente ao seu desejo. O seu trabalho não era automático; guiado por séries de gestos de um encadeamento rigoroso, mobilizava a cada instante a reflexão e, certamente, o prazer de criar um objeto belo. | ” |

Contudo, muitos autores apenas se referem a peças excepcionais; a maioria dos bifaces tendem à simetria, certo, mas não necessariamente despertam um senso estético. Na maioria dos casos são coleções selecionadas com as peças mais chamativas, sobretudo aquelas coleções realizadas no século XIX, ou em princípios do XX, quando o desconhecimento profundo da tecnologia pré-histórica não permitia reconhecer claramente a ação humana nos objetos mais toscos; outras vezes são coleções de afeicionados, cujos interesses não são científicos, pelo qual recolhem apenas a creme, o que consideram mais salientável, abandonado os elementos mais humildes que, às vezes, são a chave da interpretação de um sítio arqueológico. Contudo, há sítios estudados por especialistas de metodologia estrita, onde os bifaces são abundantes e magistralmente talhados, o que leva a expressar a admiração que produzem tais obras:
| “ | Tal é a perfeição do talhe de alguns bifaces, que, realmente, dá a impressão de que o artista se deleita nele per se, pois, ao menos aparentemente, não acrescenta eficácia a essas peças. De qualquer modo, resta incerto até que ponto era arte ou se era apenas a utilidade dos bifaces o que procuravam ao talhá-los tão finamente. | ” |

A descoberta em 1998 de um biface oval, de excelente feitio, na Sima de los Huesos de Atapuerca, misturado com os restos de fósseis de Homo heidelbergensis avivou esta controvérsia. Dado que se tratava do único vestígio lítico desta seção do sítio arqueológico (que, talvez, pudesse ser um cemitério), junto com as qualidades da peça, fizeram que recebesse um trato especial, até mesmo foi batizado como Excalibur e tornou-se numa "peça-estrela". Alguns atreveram-se a considerá-lo uma oferenda funerária, o cientificamente é impossível de contrastar. Contudo, a consideração simbólica deste exemplar, em particular, e dos bifaces, em geral, multiplicou-se nos últimos anos, alimentando o debate e a literatura, nem sempre científicos.
Como contraponto serve a opinião do professor Martín Almagro Basch:
| “ | A arte é sempre a mesma, e somente pode ser chamado artista quem sabe criar, dentro dos limites objetivos, um equivalente ao complexo numínico experimentado individualmente e expressado adequadamente em relação à sociedade na que vive. Assim se pode diferenciar a obra essencialmente artística do utensílio, embora também seja bela. Quando um homem pré-histórico conseguia obter a maravilha que são esses machados de Acheulense, não fazia obra de arte; nem também a fez o primitivo ao construir com habilidade e experiência a sua casa ou ao adaptar o abrigo rupestre ou a caverna para moradia ou santuário. | ” |

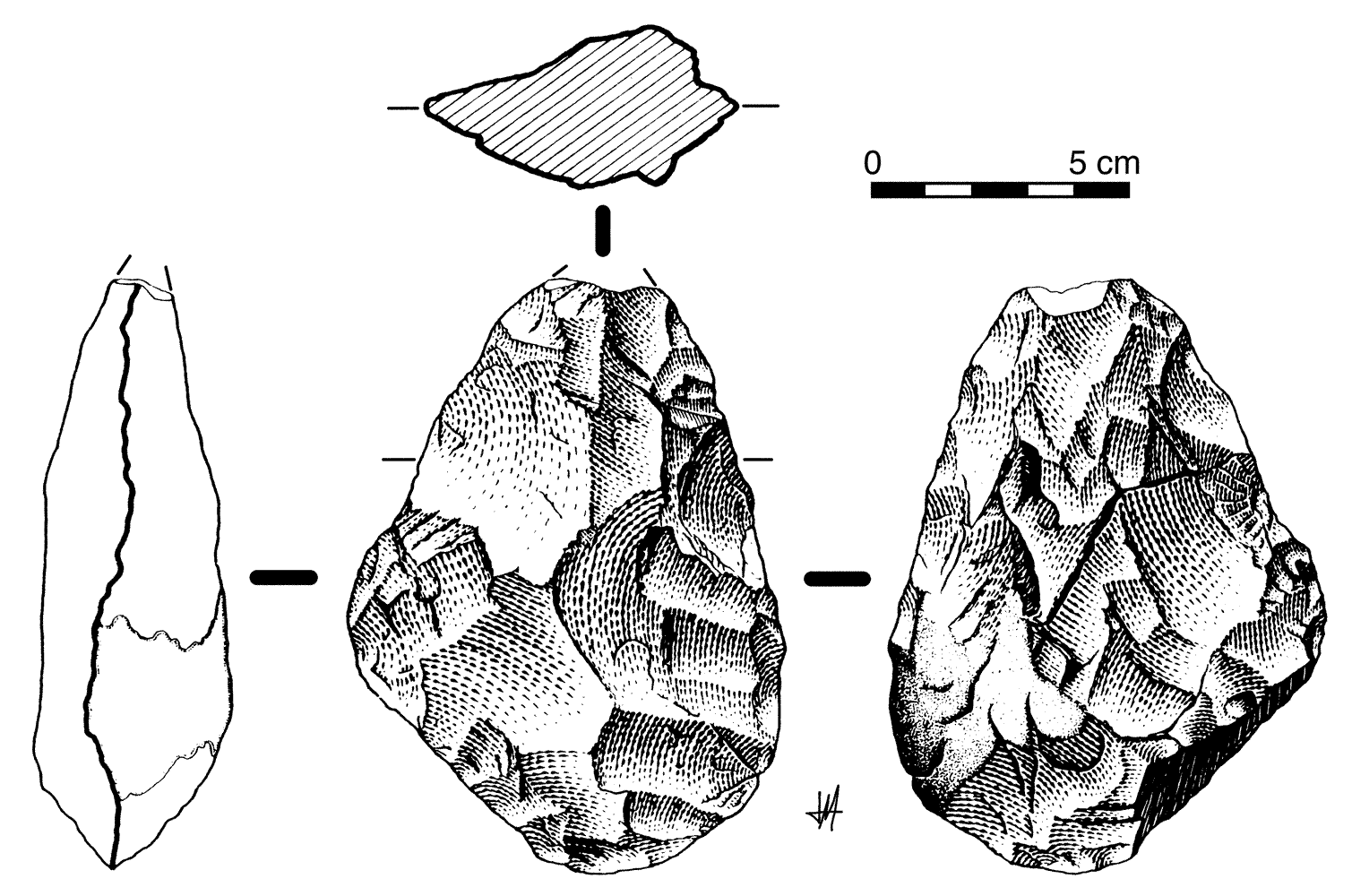
Biface acheulense talhado com percutor mole
procedente dos terraços do rio Douro

O que parece ficar claro desta controvérsia, ao menos, é que o biface pode ser interpretado como um signo de inteligência. Porém, é paradoxal que, dentro da panóplia Acheulense, o biface seja um dos utensílios mais simples de fabricar e não requer tanto planejamento como outro tipo de objetos, geralmente sobre "lasca", muito menos chamativos, mas, certamente, mais sofisticados.
Conforme exposto mais em cima, os bifaces típicos aparecem faz mais de um milhão de anos. Embora agora seja conhecido serem patrimônio de várias espécies humanas, das quais o Homo ergaster é provável que fosse a primeira; até 1954 não houve provas sólidas sobre quem fabricava os bifaces: esse ano, em Ternifine (Argélia), Camille Arambourg descobriu restos do que chamou Atlántropo, junto a alguns bifaces. Todas as espécies associadas a bifaces (do Homo ergaster ao neanderthalensis) demonstram uma inteligência avançada que, em alguns casos, vai acompanhada por traços modernos como uma tecnologia relativamente sofisticada, sistemas de defesa contra as inclemências climáticas (construção de cabanas, domínio do fogo, roupa de abrigo), certos testemunhos de pensamento espiritual (primeiros indícios artísticos, como o adorno corporal, a gravura de ossos, o tratamento ritual dos cadáveres, o desenvolvimento da linguagem articulada), etc. O biface não deve ser considerado mais que um mais dos muitos indicadores do desenvolvimento intelectual dos humanos primitivos.